# Liga Europa de la UEFA 2020-21
La Liga Europa de la UEFA 2020-21 fue la 50.ª edición de la competición. El campeón jugó la Supercopa de Europa 2021 contra el campeón de la Liga de Campeones de la UEFA 2020-21, y además se clasificó para la fase de grupos de la Liga de Campeones de la UEFA 2021-22.
El Villarreal ganó el primer título de su historia tras vencer 11:10 en los penales al Manchester United después de que Gerónimo Rulli atajara el disparo 22 de la tanda al portero David de Gea. Consecuentemente, el submarino amarillo se convirtió en el quinto equipo español en ganar el torneo.
De esta forma, los equipos españoles han ganado 8 de las últimas 12 ediciones del torneo. (4 del Sevilla, 3 del Atlético de Madrid y 1 de Villarreal). Del mismo modo, la Liga Española acumula 13 trofeos en dicha competición, alejándose de los 9 títulos que suma la liga británica.

## Asignación de equipos por asociación
Un total de 213 equipos de las 55 asociaciones miembro de la UEFA se esperan que yparticipen en la Liga Europa de la UEFA 2020-21. La clasificación por asociación basada en los coeficientes de país de la UEFA se usa para determinar el número de equipos participantes para cada asociación.
- Las asociaciones 1–51 (excepto Liechtenstein) tienen tres equipos clasificados cada una.
- Las asociaciones 51–55 tienen dos equipos clasificados cada una.
- Liechtenstein tiene un solo equipo clasificado (organiza solo una copa nacional, sin liga nacional).
- Además, 55 equipos eliminados de la Liga de Campeones de la UEFA 2020–21 serán transferidos a la Liga Europa.

### Clasificación de la asociación
Para la Liga Europa 2020–21, a las asociaciones se les asignan plazas de acuerdo con sus coeficientes de país de la UEFA 2019, que toma en cuenta su desempeño en las competiciones europeas de 2014–15 a 2018–19.
Además de la asignación basada en los coeficientes del país, las asociaciones pueden tener equipos adicionales que participen en la Liga Europa, como se indica a continuación:
| Clasif. | Asociación           | Coef.   | Equipos | Notas    |
| ------- | -------------------- | ------- | ------- | -------- |
| 1       | España               | 103.569 | 3       |          |
| 2       | Inglaterra           | 90.462  | 3       | +1 (UCL) |
| 3       | Alemania             | 74.927  | 3       |          |
| 4       | Italia               | 71.725  | 3       |          |
| 5       | Francia              | 59.498  | 3       |          |
| 6       | Rusia                | 49.549  | 3       | +1 (UCL) |
| 7       | Portugal             | 48.232  | 3       | +1 (UCL) |
| 8       | Bélgica              | 39.900  | 3       | +2 (UCL) |
| 9       | Ucrania              | 38.900  | 3       | +2 (UCL) |
| 10      | Turquía              | 34.600  | 3       | +1 (UCL) |
| 11      | Países Bajos         | 32.433  | 3       | +2 (UCL) |
| 12      | Austria              | 31.250  | 3       | +2 (UCL) |
| 13      | República Checa      | 28.675  | 3       | +2 (UCL) |
| 14      | Grecia               | 27.600  | 3       | +2 (UCL) |
| 15      | Croacia              | 27.375  | 3       | +2 (UCL) |
| 16      | Dinamarca            | 27.025  | 3       |          |
| 17      | Suiza                | 26.900  | 3       | +1 (UCL) |
| 18      | Chipre               | 24.925  | 3       | +1 (UCL) |
| 19      | Serbia               | 22.250  | 3       | +1 (UCL) |
| 20      | Escocia              | 22.125  | 3       | +1 (UCL) |
| 21      | Bielorrusia          | 21.875  | 3       | +1 (UCL) |
| 22      | Suecia               | 20.900  | 3       | +1 (UCL) |
| 23      | Noruega              | 20.200  | 3       | +1 (UCL) |
| 24      | Kazajistán           | 19.250  | 3       | +1 (UCL) |
| 25      | Polonia              | 19.250  | 3       | +1 (UCL) |
| 26      | Azerbaiyán           | 19.000  | 3       | +1 (UCL) |
| 27      | Israel               | 18.625  | 3       | +1 (UCL) |
| 28      | Bulgaria             | 17.500  | 3       | +1 (UCL) |
| 29      | Rumania              | 15.950  | 3       | +1 (UCL) |
| 30      | Eslovaquia           | 15.625  | 3       | +1 (UCL) |
| 31      | Eslovenia            | 15.000  | 3       | +1 (UCL) |
| 32      | Liechtenstein        | 13.500  | 1       |          |
| 33      | Hungría              | 10.500  | 3       |          |
| 34      | Macedonia del Norte  | 8.900   | 3       | +1 (UCL) |
| 35      | Moldavia             | 7.750   | 3       | +1 (UCL) |
| 36      | Albania              | 7.500   | 3       | +1 (UCL) |
| 37      | Irlanda              | 7.450   | 3       | +1 (UCL) |
| 38      | Finlandia            | 7.275   | 3       | +1 (UCL) |
| 39      | Islandia             | 7.250   | 3       | +1 (UCL) |
| 40      | Bosnia y Herzegovina | 7.125   | 3       | +1 (UCL) |
| 41      | Lituania             | 6.750   | 3       | +1 (UCL) |
| 42      | Letonia              | 5.625   | 3       | +1 (UCL) |
| 43      | Luxemburgo           | 5.500   | 3       | +1 (UCL) |
| 44      | Armenia              | 5.250   | 3       | +1 (UCL) |
| 45      | Malta                | 5.125   | 3       | +1 (UCL) |
| 46      | Estonia              | 5.000   | 3       | +1 (UCL) |
| 47      | Georgia              | 4.750   | 3       | +1 (UCL) |
| 48      | Gales                | 4.125   | 3       | +1 (UCL) |
| 49      | Montenegro           | 4.125   | 3       | +1 (UCL) |
| 50      | Islas Feroe          | 4.000   | 3       | +1 (UCL) |
| 51      | Gibraltar            | 4.000   | 2       | +1 (UCL) |
| 52      | Irlanda del Norte    | 3.875   | 2       | +1 (UCL) |
| 53      | Kosovo               | 2.500   | 2       | +1 (UCL) |
| 54      | Andorra              | 1.831   | 2       | +1 (UCL) |
| 55      | San Marino           | 0.666   | 2       | +1 (UCL) |

### Distribución de equipos por asociaciones
|                                           |                                           | Equipos que entran en esta fase | Equipos que provienen de la fase anterior                                                                            | Equipos transferidos de la Liga de Campeones |
| ----------------------------------------- | ----------------------------------------- | --- | --- | --- |
| Ronda Preliminar (16 equipos)             | Ronda Preliminar (16 equipos)             | - 6 ganadores de copa nacionales de asociaciones 50-55 - 7 subcampeones de la liga internacional de las asociaciones 49-55 - 3 equipos de tercer nivel de la liga nacional de asociaciones 48-50 | | |
| Primera Ronda Clasificatoria (94 equipos) | Primera Ronda Clasificatoria (94 equipos) | - 25 ganadores de copa nacionales de asociaciones 25-49 - 30 subcampeones de la liga nacional de las asociaciones 18-48 (excepto Liechtenstein) - 31 equipos de tercer nivel de la liga local de las asociaciones 16-47 (excepto Liechtenstein) | - 8 ganadores de la ronda preliminar                                                                                 | |
| Segunda Ronda Clasificatoria              | Ruta de Campeones (20 equipos)            | | | - 17 perdedores de la primera ronda clasificatoria de la Liga de Campeones - 3 perdedores de la ronda preliminar de la Liga de Campeones |
| Segunda Ronda Clasificatoria              | Ruta de Liga (72 equipos)                 | - 5 ganadores de copa nacionales de asociaciones 20-24 - 2 subcampeones nacionales de las asociaciones 16-17 - 3 equipos de tercer nivel de asociaciones nacionales de asociaciones 13-15 - 9 equipos de la liga nacional cuartos de asociaciones 7-15 - 2 equipos de la liga nacional, quinto clasificado de las asociaciones 5-6 (ganadores de la Copa de la Liga para Francia) - 4 equipos de sexta posición de la liga nacional de las asociaciones 1-4 (ganadores de la Copa de la Liga para Inglaterra) | - 47 ganadores de la primera ronda de clasificación                                                                  | |
| Tercera ronda clasificatoria              | Ruta de Campeones (18 equipos)            | | - 10 ganadores de la segunda ronda de clasificación                                                                  | - 8 de 10 perdedores de la segunda ronda de clasificación de la Liga de Campeones (Ruta de Campeones) |
| Tercera ronda clasificatoria              | Ruta de Liga (52 equipos)                 | - 6 ganadores de copa nacionales de asociaciones 14-19 - 6 equipos de tercer nivel de asociaciones nacionales de asociaciones 7-12 - 1 equipo de cuarto nivel de la liga nacional de la asociación 6 | - 36 ganadores de la segunda ronda de clasificación (Ruta de la Liga)                                                | - 3 perdedores de la segunda ronda de clasificación de la Liga de Campeones (Ruta de la Liga) |
| Ronda de Play-Off                         | Ruta de Campeones (16 equipos)            | | - 9 ganadores de la tercera ronda de clasificación (Ruta de Campeones)                                               | - 5 perdedores de la tercera ronda de clasificación de la Liga de Campeones (Ruta de Campeones) - 2 de 10 perdedores de la segunda ronda de clasificación de la Liga de Campeones (Ruta de Campeones)                                                               |
| Ronda de Play-Off                         | Ruta de Liga (26 equipos)                 | | - 26 ganadores de la tercera ronda de clasificación (Ruta de la Liga)                                                | |
| Fase de grupos (48 equipos)               | Fase de grupos (48 equipos)               | - 13 ganadores de copa nacionales de las asociaciones 1-13 - 1 equipo de cuarto rango de la liga nacional de la asociación 5 - 4 equipos de quinto rango de la liga nacional de las asociaciones 1-4 | - 8 ganadores de la ronda de play-offs (Ruta de Campeones) - 13 ganadores de la ronda de play-offs (Ruta de la Liga) | - 4 perdedores en la ronda de play-offs de la Liga de Campeones (Ruta de Campeones) - 2 perdedores en la ronda de play-offs de la Liga de Campeones (Ruta de la Liga) - 3 perdedores de la tercera ronda de clasificación de la Liga de Campeones (Ruta de la Liga) |
| Fase Eliminatoria (32 equipos)            | Fase Eliminatoria (32 equipos)            | | - 12 ganadores de grupo de la etapa de grupo - 12 subcampeones del grupo de la etapa de grupo                        | - 8 equipos en tercer lugar de la fase de grupos de la Champions League |

## Equipos participantes
- CC: Campeón de copa
- N.º: Posición de liga
- CCL: Campeón de Copa de la Liga
- TR: Ganador de temporada regular
- PO: Ganador de Play-Off
- LC: Procedente de la Liga de Campeones
  - FG: Tercero en fase de grupos
  - PO: Perdedor de la Ronda de Play-Off
  - 3R: Perdedor de la Tercera ronda previa
  - 2R: Perdedor de la Segunda ronda previa
  - 1R: Perdedor de la Primera ronda previa
  - RP: Perdedor de la Ronda preliminar

En cursiva los equipos debutantes.
| Dieciseisavos de final       | Dieciseisavos de final        | Dieciseisavos de final     | Dieciseisavos de final     |
| ---------------------------- | ----------------------------- | -------------------------- | -------------------------- |
| Krasnodar (LC FG)            | Manchester United (LC FG)     | Ajax (LC FG)               | Shakhtar Donetsk (LC FG)   |
| Brujas (LC FG)               | Dinamo Kiev (LC FG)           | Salzburgo (LC FG)          | Olympiacos (LC FG)         |
| Fase de grupos               |                               |                            |                            |
| Villarreal (5.°)             | Hoffenheim (6.°)              | Sivasspor (4.º)            | Omonia Nicosia (LC PO)     |
| Real Sociedad (6.°)          | Lille OSC (4.°)               | Feyenoord (3.º)            | Molde (LC PO)              |
| Arsenal (CC)                 | OGC Niza (5.°)                | Wolfsberger (3.º)          | Gent (LC PO)               |
| Leicester City (5.°)         | CSKA Moscú (4.º)              | Sparta Praga (CC)          | Rapid Viena (LC R3)        |
| Napoli (CC)                  | Braga (3.°)                   | Maccabi Tel Aviv (LC PO)   | Benfica (LC R3)            |
| Roma (5.°)                   | Antwerp (CC)                  | Slavia Praga (LC PO)       | AZ (LC R3)                 |
| Bayer Leverkusen (5.°)       | Zoryá Lugansk (3.º)           | PAOK Salónica (LC PO)      |                            |
| Ronda de Play-Off            |                               |                            |                            |
| Ruta de Campeones            |                               |                            |                            |
| Young Boys (LC R3)           | Dinamo Brest (LC R3)          | Estrella Roja (LC R3)      | Tirana (LC R2)             |
| Qarabağ (LC R3)              | Dinamo Zagreb (LC R3)         | Ludogorets Razgrad (LC R2) |                            |
| Tercera ronda clasificatoria |                               |                            |                            |
| Ruta de Campeones            | Ruta de Campeones             | Ruta de Liga               | Ruta de Liga               |
| CFR Cluj (LC R2)             | Sarajevo (LC R2)              | Rostov (5.º)               | Rijeka (CC)                |
| Celtic (LC R2)               | Sūduva Marijampolė (LC R2)    | Sporting de Portugal (4.º) | SønderjyskE (CC)           |
| Legia Varsovia (LC R2)       | Celje (LC R2)                 | Charleroi (3.°)            | St. Gallen (2.º)           |
| KÍ (LC R2)                   | Sheriff Tiraspol (LC R2)      | Desna Chernígov (4.º)      | Anorthosis Famagusta (2.°) |
|                              |                               | Alanyaspor (5.º)           | Vojvodina (CC)             |
| PSV Eindhoven (4.º)          | Lokomotiva Zagreb (LC R2)     |                            |                            |
| LASK (4.º)                   | Viktoria Pilsen (LC R2)       |                            |                            |
| AEK Atenas (3.º)             | Beşiktaş (LC R2)              |                            |                            |
| Segunda ronda clasificatoria |                               |                            |                            |
| Ruta de Campeones            | Ruta de Campeones             | Ruta de Liga               | Ruta de Liga               |
| Slovan Bratislava (LC R1)    | KuPS (LC R1)                  | Granada (7.º)              | Slovan Liberec (PO)        |
| Floriana (LC R1)             | Ararat-Armenia (LC R1)        | Tottenham Hotspur (6.º)    | Aris Salónica (5.º)        |
| Budućnost Podgorica (LC R1)  | Europa (LC R1)                | Milán (6.º)                | OFI Creta (6.º)            |
| Fola Esch (LC R1)            | KR (LC R1)                    | Wolfsburgo (7.º)           | Osijek (4.º)               |
| Connah's Quay Nomads (LC R1) | Astaná (LC R1)                | Stade de Reims (6.°)       | Hajduk Split (5.º)         |
| Flora Tallin (LC R1)         | Linfield (LC R1)              | Dinamo Moscú (6.º)         | Copenhague (2.º)           |
| Dinamo Tbilisi (LC R1)       | Sileks (LC R1)                | Rio Ave (5.º)              | Basel (3.º)                |
| Djurgårdens (LC R1)          | Drita (LC RP)                 | Standard Lieja (5.°)       | Rangers (2.º)              |
| Riga (LC R1)                 | Inter Club d'Escaldes (LC RP) | Kolos Kovalivka (PO)       | BATE Borísov (CC)          |
| Dundalk (LC R1)              | Tre Fiori (LC RP)             | Galatasaray (6.º)          | IFK Göteborg (CC)          |
|                              |                               | Willem II (5.º)            | Viking (CC)                |
| Hartberg (PO)                | Kaisar (CC)                   |                            |                            |
| Jablonec (4.º)               |                               |                            |                            |
| Primera ronda clasificatoria |                               |                            |                            |
| Aarhus (PO)                  | Hapoel Be'er Sheva (CC)       | Petrocub-Hîncești (CC)     | Ventspils (3.º)            |
| Servette (4.º)               | Maccabi Haifa (2.º)           | Sfîntul Gheorghe (2.º)     | Valmieras (4.º)            |
| APOEL Nicosia (3.º)          | Beitar Jerusalén (3.º)        | Dinamo-Auto (4.º)          | Progrès Niedercorn (2.º)   |
| Apollon Limassol (4.º)       | Lokomotiv Plovdiv (CC)        | Teuta (CC)                 | Differdange 03 (3.º)       |
| Partizán (2.º)               | CSKA Sofía (2.º)              | Kukësi (2.º)               | Pétange (4.º)              |
| TSC (4.º)                    | Slavia Sofía (PO)             | Laçi (3.º)                 | Noah (CC)                  |
| Motherwell (3.º)             | FCSB (CC)                     | Shamrock Rovers (CC)       | Alashkert (3.º)            |
| Aberdeen (4.º)               | Universitatea Craiova (2.º)   | Bohemian (3.º)             | Shirak (4.º)               |
| Shakhtyor Soligorsk (3.º)    | Botoșani (4.º)                | Derry City (4.º)           | Valletta (2.º)             |
| Dinamo Minsk (4.º)           | Žilina (2.º)                  | Ilves (CC)                 | Hibernians (3.º)           |
| Malmö (2.º)                  | Dunajská Streda (3.º)         | Inter Turku (2.º)          | Sirens (4.º)               |
| Hammarby (3.º)               | Ružomberok (PO)               | Honka (PO)                 | Levadia Tallin (2.º)       |
| Bodø/Glimt (2.º)             | Mura (CC)                     | Vikingur (CC)              | Nõmme Kalju (3.º)          |
| Rosenborg (3.º)              | Maribor (2.º)                 | Breiðablik (2.º)           | Paide Linnameeskond (4.º)  |
| Kairat (2.º)                 | Olimpija Ljubljana (3.º)      | FH (3.º)                   | Saburtalo Tbilisi (CC)     |
| Ordabasy (3.º)               | Vaduz (CC)                    | Željezničar (2.º)          | Dinamo Batumi (2.°)        |
| Cracovia (CC)                | Honvéd (CC)                   | Zrinjski Mostar (3.º)      | Lokomotivi Tbilisi (4.º)   |
| Lech Poznań (2.º)            | Fehérvár (2.º)                | Borac Banja Luka (4.º)     | The New Saints (2.º)       |
| Piast Gliwice (3.º)          | Puskás Akadémia (3.º)         | Žalgiris Vilnius (2.º)     | Bala Town (3.º)            |
| Neftchi Bakú (2.º)           | Shkëndija (3.º)               | Riteriai (3.º)             | Sutjeska (2.º)             |
| Keshla (3.º)                 | Renova (4.º)                  | Kauno Žalgiris (4.º)       |                            |
| Sumgayit (4.º)               | Shkupi (5.º)                  | RFS (CC)                   |                            |
| Ronda preliminar             |                               |                            |                            |
| Barry Town (4.º)             | B36 Tórshavn (2.º)            | Glentoran (CC)             | Santa Coloma (2.º)         |
| Iskra (3.º)                  | NSÍ Runavík (3.º)             | Coleraine (2.º)            | Engordany (3.º)            |
| Zeta (4.º)                   | St. Joseph's (2.º)            | Prishtina (CC)             | Tre Penne (3.º)            |
| HB Tórshavn (CC)             | Lincoln Red Imps (3.º)        | Gjilani (2.°)              | La Fiorita (4.º)           |

## Calendario
El calendario de la competición es el siguiente, todos los sorteos se llevan a cabo en la sede de la UEFA en Nyon, Suiza.
| Fase              | Ronda             | Sorteo                   | Ida                                                      | Vuelta                                                   |
| ----------------- | ----------------- | ------------------------ | -------------------------------------------------------- | -------------------------------------------------------- |
| Clasificación     | Ronda preliminar  | 9 de agosto de 2020      | 20 de agosto de 2020                                     | 20 de agosto de 2020                                     |
| Clasificación     | Primera ronda     | 10 de agosto de 2020     | 27 de agosto de 2020                                     | 27 de agosto de 2020                                     |
| Clasificación     | Segunda ronda     | 31 de agosto de 2020     | 17 de septiembre de 2020                                 | 17 de septiembre de 2020                                 |
| Clasificación     | Tercera ronda     | 1 de septiembre de 2020  | 24 de septiembre de 2020                                 | 24 de septiembre de 2020                                 |
| Play-off          | Ronda de Play-off | 18 de septiembre de 2020 | 1 de octubre de 2020                                     | 1 de octubre de 2020                                     |
| Fase de grupos    | Jornada 1         | 2 de octubre de 2020     | 22 de octubre de 2020                                    | 22 de octubre de 2020                                    |
| Fase de grupos    | Jornada 2         | 2 de octubre de 2020     | 29 de octubre de 2020                                    | 29 de octubre de 2020                                    |
| Fase de grupos    | Jornada 3         | 2 de octubre de 2020     | 5 de noviembre de 2020                                   | 5 de noviembre de 2020                                   |
| Fase de grupos    | Jornada 4         | 2 de octubre de 2020     | 26 de noviembre de 2020                                  | 26 de noviembre de 2020                                  |
| Fase de grupos    | Jornada 5         | 2 de octubre de 2020     | 3 de diciembre de 2020                                   | 3 de diciembre de 2020                                   |
| Fase de grupos    | Jornada 6         | 2 de octubre de 2020     | 10 de diciembre de 2020                                  | 10 de diciembre de 2020                                  |
| Fase eliminatoria | Dieciseisavos     | 14 de diciembre de 2020  | 18 de febrero de 2021                                    | 25 de febrero de 2021                                    |
| Fase eliminatoria | Octavos           | 26 de febrero de 2021    | 11 de marzo de 2021                                      | 18 de marzo de 2021                                      |
| Fase eliminatoria | Cuartos           | 19 de marzo de 2021      | 8 de abril de 2021                                       | 15 de abril de 2021                                      |
| Fase eliminatoria | Semifinales       | 19 de marzo de 2021      | 29 de abril de 2021                                      | 6 de mayo de 2021                                        |
| Fase eliminatoria | Final             | 19 de marzo de 2021      | 26 de mayo de 2021 en el Arena Gdansk en Gdansk, Polonia | 26 de mayo de 2021 en el Arena Gdansk en Gdansk, Polonia |

## Ronda preliminar
En la ronda preliminar, los equipos se dividen en dos bombos según sus coeficientes de clubes de la UEFA. Los equipos que pertenecen a la misma asociación no pueden ser emparejados unos contra otros.
Se espera que un total de 16 equipos jueguen en la ronda preliminar
| Equipo 1         | Resultado      | Equipo 2   |
| ---------------- | -------------- | ---------- |
| Tre Penne        | 1–3            | Gjilani    |
| Lincoln Red Imps | 3–0            | Pristina   |
| Santa Coloma     | 0–0 (3:4 pen.) | Iskra      |
| Engordany        | 1–3            | Zeta       |
| Glentoran        | 1–0            | HB         |
| St. Joseph's     | 1–2            | B36        |
| Coleraine        | 1–0            | La Fiorita |
| NSÍ              | 5–1            | Barry Town |

## Fase clasificatoria

### Primera ronda clasificatoria
Se espera que un total de 94 equipos jueguen en la primera ronda de clasificación: 86 equipos que entren en esta ronda y los ocho ganadores de la ronda preliminar.
| Equipo 1            | Resultado        | Equipo 2              |
| ------------------- | ---------------- | --------------------- |
| Maribor             | 1–1 (4:5 pen.)   | Coleraine             |
| Olimpija Ljubljana  | 2–1 (t. s.)      | Vikingur              |
| B36                 | 4–3 (t. s.)      | Levadia Tallin        |
| Riteriai            | 3–2 (t. s.)      | Derry City            |
| Žalgiris            | 2–0              | Paide Linnameeskond   |
| Honvéd              | 2–1 (t. s.)      | Inter Turku           |
| Zrinjski Mostar     | 3–0              | Differdange 03        |
| Valletta            | 0–1              | Bala Town             |
| Lincoln Red Imps    | 2–0              | Pétange               |
| Rosenborg           | 4–2              | Breiðablik            |
| Aberdeen            | 6–0              | NSÍ                   |
| Motherwell          | 5–1              | Glentoran             |
| Hammarby            | 3–0              | Puskás Akadémia       |
| Malmö               | 2–0              | Cracovia              |
| Kukësi              | 2–1              | Slavia Sofía          |
| Ventspils           | 2–1              | Dinamo-Auto           |
| Shakhtyor Soligorsk | 0–0 (1:4 pen.)   | Sfîntul Gheorghe      |
| Dinamo Minsk        | 0–2              | Piast Gliwice         |
| Aarhus              | 5–2              | Honka                 |
| Shamrock Rovers     | 2–2 (12:11 pen.) | Ilves                 |
| FH                  | 0–2              | DAC Dunajská Streda   |
| The New Saints      | 3–1 (t. s.)      | Žilina                |
| Vaduz               | 0–2              | Hibernians            |
| Servette            | 3–0              | Ružomberok            |
| Neftchi Bakú        | 2–1              | Shkupi                |
| Keshla              | 0–0 (4:5 pen.)   | Laçi                  |
| Hapoel Be'er Sheva  | 3–0              | Dinamo Batumi         |
| Nõmme Kalju         | 0–4              | Mura                  |
| Bodø/Glimt          | 6–1              | Kauno Žalgiris        |
| Fehérvár            | 1–1 (4:2 pen.)   | Bohemian              |
| Apollon Limassol    | 5–1              | Saburtalo Tbilisi     |
| Maccabi Haifa       | 3–1              | Željezničar           |
| Alashkert           | 0–1              | Renova                |
| Partizán            | 1–0              | RFS                   |
| Lech Poznan         | 3–0              | Valmiera              |
| Ordabasy            | 1–2              | Botoșani              |
| FCSB                | 3–0              | Shirak                |
| Progrès Niedercorn  | 3–0              | Zeta                  |
| CSKA Sofía          | 2–1              | Sirens                |
| Petrocub Hîncești   | 0–2              | TSC                   |
| Sumgayit            | 0–2              | Shkëndija             |
| Kairat              | 4–1              | Noah                  |
| Lokomotivi Tbilisi  | 2–1              | Universitatea Craiova |
| Teuta               | 2–0              | Beitar Jerusalén      |
| Borac Banja Luka    | 1–0              | Sutjeska              |
| Iskra               | 0–1              | Lokomotiv Plovdiv     |
| Gjilani             | 0–2 (t. s.)      | APOEL                 |

### Segunda ronda clasificatoria
La segunda ronda de clasificación se divide en dos secciones: Ruta de Campeones (para los campeones de la liga) y Ruta de Liga (para los no campeones de la liga).
Un total de 92 equipos participaron en la segunda ronda de clasificación.
| Equipo 1              | Resultado      | Equipo 2            |
| --------------------- | -------------- | ------------------- |
| Inter Club d'Escaldes | 0–1            | Dundalk             |
| KuPS                  | 1–1 (4:3 pen.) | Slovan Bratislava   |
| Linfield              | 0–1            | Floriana            |
| Riga                  | 1–0            | Tre Fiori           |
| Djurgårdens           | 2–1            | Europa              |
| Flora Tallin          | 2–1            | KR                  |
| Sileks                | 0–2            | Drita               |
| Astana                | 0–1            | Budućnost Podgorica |
| Ararat-Armenia        | 4–3 (t. s.)    | Fola Esch           |
| Connah's Quay Nomads  | 0–1            | Dinamo Tbilisi      |

| Equipo 1            | Resultado      | Equipo 2           |
| ------------------- | -------------- | ------------------ |
| Hammarby            | 0–3            | Lech Poznan        |
| Kaisar              | 1–4            | APOEL Nicosia      |
| Mura                | 3–0            | Aarhus             |
| Maccabi Haifa       | 2–1            | Kairat             |
| Lokomotivi Tbilisi  | 2–1            | Dinamo Moscú       |
| Neftchi Bakú        | 1–3            | Galatasaray        |
| B36                 | 2–2 (5:4 pen.) | The New Saints     |
| Coleraine           | 2–2 (0:3 pen.) | Motherwell         |
| IFK Göteborg        | 1–2            | Copenhague         |
| TSC                 | 6–6 (4:5 pen.) | FCSB               |
| Teuta               | 0–4            | Granada            |
| OFI Creta           | 0–1            | Apollon Limassol   |
| Progrès Niedercorn  | 0–5            | Willem II          |
| Viking              | 0–2            | Aberdeen           |
| Standard Lieja      | 2–0            | Bala Town          |
| Sfîntul Gheorghe    | 0–1 (t. s.)    | Partizán           |
| CSKA Sofía          | 2–0            | BATE Borisov       |
| Botoșani            | 0–1            | Shkëndija          |
| Lokomotiv Plovdiv   | 1–2            | Tottenham Hotspur  |
| Laçi                | 1–2            | Hapoel Be'er Sheva |
| Aris Salónica       | 1–2            | Kolos Kovalivka    |
| Honvéd              | 0–2            | Malmö              |
| Ventspils           | 1–5            | Rosenborg          |
| Riteriai            | 1–5            | Slovan Liberec     |
| Lincoln Red Imps    | 0–5            | Rangers            |
| Servette            | 0–1            | Stade de Reims     |
| Borac               | 0–2            | Rio Ave            |
| Renova              | 0–1            | Hajduk Split       |
| Olimpija Ljubljana  | 2–3 (t. s.)    | Zrinjski Mostar    |
| Kukësi              | 0–4            | Wolfsburgo         |
| DAC Dunajská Streda | 5–3 (t. s.)    | Jablonec           |
| Piast Gliwice       | 3–2            | Hartberg           |
| Osijek              | 1–2            | Basel              |
| Shamrock Rovers     | 0–2            | Milan              |
| Hibernians          | 0–1            | Fehérvár           |
| Bodø/Glimt          | 3–1            | Žalgiris Vilnius   |

### Tercera ronda clasificatoria
| Equipo 1           | Resultado      | Equipo 2            |
| ------------------ | -------------- | ------------------- |
| Tirana             | Exento         | N/A                 |
| Ludogorets Razgrad | Exento         | N/A                 |
| Sarajevo           | 2–1            | Budućnost Podgorica |
| Sheriff Tiraspol   | 1–1 (3:5 pen.) | Dundalk             |
| Ararat-Armenia     | 1–0 (t. s.)    | Celje               |
| Riga               | 0–1            | Celtic              |
| KuPS               | 2–0            | Sūduva Marijampolė  |
| Legia Varsovia     | 2–0            | Drita               |
| KÍ                 | 6–1            | Dinamo Tbilisi      |
| Djurgårdens        | 0–1            | CFR Cluj            |
| Floriana           | 0–0 (2:4 pen.) | Flora Tallin        |

| Equipo 1             | Resultado      | Equipo 2             |
| -------------------- | -------------- | -------------------- |
| Mura                 | 1–5            | PSV                  |
| Malmö                | 5–0            | Lokomotiva Zagreb    |
| Sporting de Portugal | 1–0            | Aberdeen             |
| Charleroi            | 2–1 (t. s.)    | Partizán             |
| Rosenborg            | 1–0            | Alanyaspor           |
| Wolfsburgo           | 2–0            | Desná Chernígov      |
| Fehérvár             | 0–0 (4:1 pen.) | Stade de Reims       |
| Granada              | 2–0            | Lokomotivi Tbilisi   |
| Rijeka               | 2–0 (t. s.)    | Kolos Kovalivka      |
| St. Gallen           | 0–1            | AEK Atenas           |
| LASK                 | 7–0            | DAC Dunajská Streda  |
| Milan                | 3–2            | Bodø/Glimt           |
| Shkëndija            | 1–3            | Tottenham Hotspur    |
| Standard Lieja       | 2–1 (t. s.)    | Vojvodina            |
| Rostov               | 1–2            | Maccabi Haifa        |
| Willem II            | 0–4            | Rangers              |
| Apollon Limassol     | 0–5            | Lech Poznan          |
| Beşiktaş             | 1–1 (2:4 pen.) | Rio Ave              |
| FCSB                 | 0–2            | Slovan Liberec       |
| Hapoel Be'er Sheva   | 3–0            | Motherwell           |
| Copenhague           | 3–0            | Piast Gliwice        |
| Basel                | 3–2            | Anorthosis Famagusta |
| Galatasaray          | 2–0            | Hajduk Split         |
| Viktoria Pilsen      | 3–0            | SønderjyskE          |
| APOEL                | 2–2 (4:2 pen.) | Zrinjski Mostar      |
| CSKA Sofía           | 3–1            | B36                  |

### Ronda dePlay-Off
| Equipo 1       | Resultado | Equipo 2           |
| -------------- | --------- | ------------------ |
| Young Boys     | 3–0       | Tirana             |
| Dinamo Zagreb  | 3–1       | Flora Tallin       |
| CFR Cluj       | 3–1       | KuPS               |
| Ararat-Armenia | 1–2       | Estrella Roja      |
| Dinamo Brest   | 0–2       | Ludogorets Razgrad |
| Sarajevo       | 0–1       | Celtic             |
| Legia Varsovia | 0–3       | Qarabağ            |
| Dundalk        | 3–1       | KÍ                 |

| Equipo 1             | Resultado      | Equipo 2        |
| -------------------- | -------------- | --------------- |
| Hapoel Be'er Sheva   | 1–0            | Viktoria Pilsen |
| Basel                | 1–3            | CSKA Sofía      |
| Rio Ave              | 2–2 (8:9 pen.) | Milan           |
| Rosenborg            | 0–2            | PSV             |
| Sporting de Portugal | 1–4            | LASK            |
| Copenhague           | 0–1            | Rijeka          |
| AEK Atenas           | 2–1            | Wolfsburgo      |
| Charleroi            | 1–2            | Lech Poznan     |
| Malmö                | 1–3            | Granada         |
| Tottenham Hotspur    | 7–2            | Maccabi Haifa   |
| Slovan Liberec       | 1–0            | APOEL           |
| Standard Lieja       | 3–1            | Fehérvár        |
| Rangers              | 2–1            | Galatasaray     |

## Fase de grupos
Los 48 equipos se dividieron en doce grupos de cuatro, con la restricción de que los equipos de la misma asociación no se crucen en los grupos, para el sorteo los equipos se dividen en cuatro bombos en base a su coeficiente UEFA.
En cada grupo, los equipos juegan unos contra otros en casa y fuera en un formato de todos contra todos. Los ganadores de grupo y los subcampeones avanzan a la ronda de dieciseisavos de final, donde se les unen los ocho equipos clasificados en tercer lugar de la fase de grupos de la Liga de Campeones de la UEFA 2020-21.
Un total de 48 equipos juegan en la fase de grupos: 18 equipos que entran en esta fase son por liga 2019-20 (puestos 3.°, 4.°, 5.° o 6.°) o por copa (ganador de copa), los 21 ganadores de la ronda de play-off (8 de la Ruta de Campeones y 13 de la Ruta de Liga), los 6 perdedores de la ronda de play-off de la Liga de Campeones de la UEFA 2020-21 (4 de la Ruta de Campeones y 2 de la Ruta de Liga) y los 3 perdedores de la Ruta de Liga de la tercera ronda de clasificación de la Liga de Campeones de la UEFA 2020-21.
| Bombo 1 | Bombo 2 | Bombo 3 | Bombo 4 |
| --- | --- | --- | --- |
| Arsenal CC: 91.000 Tottenham Hotspur CC: 85.000 Roma CC: 80.000 Napoli CC: 77.000 Benfica CC: 70.000 Bayer Leverkusen CC: 61.000 Villarreal CC: 56.000 CSKA Moscú CC: 44.000 Sporting Braga CC: 41.000 Gent CC: 39.500 PSV CC: 37.000 Celtic CC: 34.000 | Dinamo Zagreb CC: 33.500 Sparta Praga CC: 30.500 Slavia Praga CC: 27.500 Ludogorets Razgrad CC:26.000 Young Boys CC: 25.500 Estrella Roja CC: 22.750 Leicester City CC: 22.000 Rapid Viena CC: 22.000 PAOK CC: 21.000 Qarabağ CC: 21.000 Standard Lieja CC: 20.500 Real Sociedad CC: 20.456 | Granada CC: 20.456 Milán CC: 19.000 AZ CC: 18.500 Feyenoord CC: 17.000 Maccabi Tel Aviv CC: 16.500 AEK Atenas CC: 16.500 Rangers CC: 16.250 Molde CC: 15.000 Hoffenheim CC: 14.956 Hapoel Be'er Sheva CC: 14.000 LASK CC: 14.000 CFR Cluj CC: 12.500 | Zoryá Lugansk CC: 12.500 Lille OSC CC: 11.849 OGC Niza CC: 11.849 Rijeka CC: 11.000 Dundalk CC: 8.500 Slovan Liberec CC: 8.000 Antwerp CC: 7.580 Lech Poznań CC: 7.000 Sivasspor CC: 6.720 Wolfsberger CC: 6.585 Omonia Nicosia CC: 5.350 CSKA Sofía CC: 4.000 |

### Grupo A
| Equipo     | Pts. | PJ | PG | PE | PP | GF | GC | Dif. | Notas                           |
| ---------- | ---- | -- | -- | -- | -- | -- | -- | ---- | ------------------------------- |
| Roma       | 13   | 6  | 4  | 1  | 1  | 11 | 5  | 6    | Acceso a dieciseisavos de final |
| Young Boys | 10   | 6  | 3  | 1  | 2  | 9  | 6  | 3    | Acceso a dieciseisavos de final |
| CFR Cluj   | 5    | 6  | 1  | 2  | 3  | 4  | 9  | -5   |                                 |
| CSKA Sofía | 5    | 6  | 1  | 2  | 3  | 3  | 7  | -4   |                                 |

|     | ROM   | YB    | CFR   | CSO   |
| --- | ----- | ----- | ----- | ----- |
| ROM |       | 3 – 1 | 5 – 0 | 0 – 0 |
| YB  | 1 – 2 |       | 2 – 1 | 3 – 0 |
| CFR | 0 – 2 | 1 – 1 |       | 0 – 0 |
| CSO | 3 – 1 | 0 – 1 | 0 – 2 |       |

### Grupo B
| Equipo      | Pts. | PJ | PG | PE | PP | GF | GC | Dif. | Notas                           |
| ----------- | ---- | -- | -- | -- | -- | -- | -- | ---- | ------------------------------- |
| Arsenal     | 18   | 6  | 6  | 0  | 0  | 20 | 5  | 15   | Acceso a dieciseisavos de final |
| Molde       | 10   | 6  | 3  | 1  | 2  | 9  | 11 | -2   | Acceso a dieciseisavos de final |
| Rapid Viena | 7    | 6  | 2  | 1  | 3  | 11 | 13 | -2   |                                 |
| Dundalk     | 0    | 6  | 0  | 0  | 6  | 8  | 19 | -11  |                                 |

|     | ARS   | RAP   | MOL   | DUN   |
| --- | ----- | ----- | ----- | ----- |
| ARS |       | 4 – 1 | 4 – 1 | 3 – 0 |
| RAP | 1 – 2 |       | 2 – 2 | 4 – 3 |
| MOL | 0 – 3 | 1 – 0 |       | 3 – 1 |
| DUN | 2 – 4 | 1 – 3 | 1 – 3 |       |

### Grupo C
| Equipo             | Pts. | PJ | PG | PE | PP | GF | GC | Dif. | Notas                           |
| ------------------ | ---- | -- | -- | -- | -- | -- | -- | ---- | ------------------------------- |
| Bayer Leverkusen   | 15   | 6  | 5  | 0  | 1  | 21 | 8  | 13   | Acceso a dieciseisavos de final |
| Slavia Praga       | 12   | 6  | 4  | 0  | 2  | 11 | 10 | 1    | Acceso a dieciseisavos de final |
| Hapoel Be'er Sheva | 6    | 6  | 2  | 0  | 4  | 7  | 13 | -6   |                                 |
| Niza               | 3    | 6  | 1  | 0  | 5  | 8  | 16 | -8   |                                 |

|     | LEV   | SLA   | HBS   | NIZ   |
| --- | ----- | ----- | ----- | ----- |
| LEV |       | 4 – 0 | 4 – 1 | 6 – 2 |
| SLA | 1 – 0 |       | 3 – 0 | 3 – 2 |
| HBS | 2 – 4 | 3 – 1 |       | 1 – 0 |
| NIZ | 2 – 3 | 1 – 3 | 1 – 0 |       |

### Grupo D
| Equipo         | Pts. | PJ | PG | PE | PP | GF | GC | Dif. | Notas                           |
| -------------- | ---- | -- | -- | -- | -- | -- | -- | ---- | ------------------------------- |
| Rangers        | 14   | 6  | 4  | 2  | 0  | 13 | 7  | 6    | Acceso a dieciseisavos de final |
| Benfica        | 12   | 6  | 3  | 3  | 0  | 18 | 9  | 9    | Acceso a dieciseisavos de final |
| Standard Lieja | 4    | 6  | 1  | 1  | 4  | 7  | 14 | -7   |                                 |
| Lech Poznań    | 3    | 6  | 1  | 0  | 5  | 6  | 14 | -8   |                                 |

|     | BEN   | STA   | RAN   | LEC   |
| --- | ----- | ----- | ----- | ----- |
| BEN |       | 3 – 0 | 3 – 3 | 4 – 0 |
| STA | 2 – 2 |       | 0 – 2 | 2 – 1 |
| RAN | 2 – 2 | 3 – 2 |       | 1 – 0 |
| LEC | 2 – 4 | 3 – 1 | 0 – 2 |       |

### Grupo E
| Equipo         | Pts. | PJ | PG | PE | PP | GF | GC | Dif. | Notas                           |
| -------------- | ---- | -- | -- | -- | -- | -- | -- | ---- | ------------------------------- |
| PSV            | 12   | 6  | 4  | 0  | 2  | 12 | 9  | 3    | Acceso a dieciseisavos de final |
| Granada        | 11   | 6  | 3  | 2  | 1  | 6  | 3  | 3    | Acceso a dieciseisavos de final |
| PAOK           | 6    | 6  | 1  | 3  | 2  | 8  | 7  | 1    |                                 |
| Omonia Nicosia | 4    | 6  | 1  | 1  | 4  | 5  | 12 | -7   |                                 |

|      | PSV   | PAOK  | GRA   | OMO   |
| ---- | ----- | ----- | ----- | ----- |
| PSV  |       | 3 – 2 | 1 – 2 | 4 – 0 |
| PAOK | 4 – 1 |       | 0 – 0 | 1 – 1 |
| GRA  | 0 – 1 | 0 – 0 |       | 2 – 1 |
| OMO  | 1 – 2 | 2 – 1 | 0 – 2 |       |

### Grupo F
| Equipo        | Pts. | PJ | PG | PE | PP | GF | GC | Dif. | Notas                           |
| ------------- | ---- | -- | -- | -- | -- | -- | -- | ---- | ------------------------------- |
| Napoli        | 11   | 6  | 3  | 2  | 1  | 7  | 4  | 3    | Acceso a dieciseisavos de final |
| Real Sociedad | 9    | 6  | 2  | 3  | 1  | 5  | 4  | 1    | Acceso a dieciseisavos de final |
| AZ            | 8    | 6  | 2  | 2  | 2  | 7  | 5  | 2    |                                 |
| Rijeka        | 4    | 6  | 1  | 1  | 4  | 6  | 12 | -6   |                                 |

|     | NAP   | RSO   | AZ    | RIJ   |
| --- | ----- | ----- | ----- | ----- |
| NAP |       | 1 – 1 | 0 – 1 | 2 – 0 |
| RSO | 0 –1  |       | 1 – 0 | 2 – 2 |
| AZ  | 1 – 1 | 0 – 0 |       | 4 – 1 |
| RIJ | 1 – 2 | 0 – 1 | 2 – 1 |       |

### Grupo G
| Equipo         | Pts. | PJ | PG | PE | PP | GF | GC | Dif. | Notas                           |
| -------------- | ---- | -- | -- | -- | -- | -- | -- | ---- | ------------------------------- |
| Leicester City | 13   | 6  | 4  | 1  | 1  | 14 | 5  | 9    | Acceso a dieciseisavos de final |
| Braga          | 13   | 6  | 4  | 1  | 1  | 14 | 10 | 4    | Acceso a dieciseisavos de final |
| Zoryá Lugansk  | 6    | 6  | 2  | 0  | 4  | 6  | 11 | -5   |                                 |
| AEK Atenas     | 3    | 6  | 1  | 0  | 5  | 7  | 15 | -8   |                                 |

|     | BRA   | LEI   | AEK   | ZOR   |
| --- | ----- | ----- | ----- | ----- |
| BRA |       | 3 – 3 | 3 – 0 | 2 – 0 |
| LEI | 4 – 0 |       | 2 – 0 | 3 – 0 |
| AEK | 2 – 4 | 1 – 2 |       | 0 – 3 |
| ZOR | 1 – 2 | 1 – 0 | 1 – 4 |       |

### Grupo H
| Equipo       | Pts. | PJ | PG | PE | PP | GF | GC | Dif. | Notas                           |
| ------------ | ---- | -- | -- | -- | -- | -- | -- | ---- | ------------------------------- |
| Milan        | 13   | 6  | 4  | 1  | 1  | 12 | 7  | 5    | Acceso a dieciseisavos de final |
| Lille        | 11   | 6  | 3  | 2  | 1  | 14 | 8  | 6    | Acceso a dieciseisavos de final |
| Sparta Praga | 6    | 6  | 2  | 0  | 4  | 10 | 12 | -2   |                                 |
| Celtic       | 4    | 6  | 1  | 1  | 4  | 10 | 19 | -9   |                                 |

|     | CEL   | SPA   | MIL   | LIL   |
| --- | ----- | ----- | ----- | ----- |
| CEL |       | 1 – 4 | 1 – 3 | 3 – 2 |
| SPA | 4 – 1 |       | 0 – 1 | 1 – 4 |
| MIL | 4 – 2 | 3 – 0 |       | 0 – 3 |
| LIL | 2 – 2 | 2 – 1 | 1 – 1 |       |

### Grupo I
| Equipo           | Pts. | PJ | PG | PE | PP | GF | GC | Dif. | Notas                           |
| ---------------- | ---- | -- | -- | -- | -- | -- | -- | ---- | ------------------------------- |
| Villarreal       | 16   | 6  | 5  | 1  | 0  | 17 | 5  | 12   | Acceso a dieciseisavos de final |
| Maccabi Tel Aviv | 11   | 6  | 3  | 2  | 1  | 6  | 7  | -1   | Acceso a dieciseisavos de final |
| Sivasspor        | 6    | 6  | 2  | 0  | 4  | 9  | 11 | -2   |                                 |
| Qarabağ          | 1    | 6  | 0  | 1  | 5  | 4  | 13 | -9   |                                 |

|     | VIL   | QAR   | MAC   | SIV   |
| --- | ----- | ----- | ----- | ----- |
| VIL |       | 3 – 0 | 4 – 0 | 5 – 3 |
| QAR | 1 – 3 |       | 1 – 1 | 2 – 3 |
| MAC | 1 – 1 | 1 – 0 |       | 1 – 0 |
| SIV | 0 – 1 | 2 – 0 | 1 – 2 |       |

### Grupo J
| Equipo             | Pts. | PJ | PG | PE | PP | GF | GC | Dif. | Notas                           |
| ------------------ | ---- | -- | -- | -- | -- | -- | -- | ---- | ------------------------------- |
| Tottenham Hotspur  | 13   | 6  | 4  | 1  | 1  | 15 | 5  | 10   | Acceso a dieciseisavos de final |
| Antwerp            | 12   | 6  | 4  | 0  | 2  | 8  | 5  | 3    | Acceso a dieciseisavos de final |
| LASK               | 10   | 6  | 3  | 1  | 2  | 11 | 12 | -1   |                                 |
| Ludogorets Razgrad | 0    | 6  | 0  | 0  | 6  | 7  | 19 | -12  |                                 |

|     | TOT   | LUD   | LAS   | ANT   |
| --- | ----- | ----- | ----- | ----- |
| TOT |       | 4 – 0 | 3 – 0 | 2 – 0 |
| LUD | 1 – 3 |       | 1 – 3 | 1 – 2 |
| LAS | 3 – 3 | 4 – 3 |       | 0 – 2 |
| ANT | 1 – 0 | 3 – 1 | 0 – 1 |       |

### Grupo K
| Equipo        | Pts. | PJ | PG | PE | PP | GF | GC | Dif. | Notas                           |
| ------------- | ---- | -- | -- | -- | -- | -- | -- | ---- | ------------------------------- |
| Dinamo Zagreb | 14   | 6  | 4  | 2  | 0  | 9  | 1  | 8    | Acceso a dieciseisavos de final |
| Wolfsberger   | 10   | 6  | 3  | 1  | 2  | 7  | 6  | 1    | Acceso a dieciseisavos de final |
| Feyenoord     | 5    | 6  | 1  | 2  | 3  | 4  | 8  | -4   |                                 |
| CSKA Moscú    | 3    | 6  | 0  | 3  | 3  | 3  | 8  | -5   |                                 |

|     | CSK   | DZA   | FEY   | WOL   |
| --- | ----- | ----- | ----- | ----- |
| CSK |       | 0 – 0 | 0 – 0 | 0 – 1 |
| DZA | 3 – 1 |       | 0 – 0 | 1 – 0 |
| FEY | 3 – 1 | 0 – 2 |       | 1 – 4 |
| WOL | 1 – 1 | 0 – 3 | 1 – 0 |       |

### Grupo L
| Equipo         | Pts. | PJ | PG | PE | PP | GF | GC | Dif. | Notas                           |
| -------------- | ---- | -- | -- | -- | -- | -- | -- | ---- | ------------------------------- |
| Hoffenheim     | 16   | 6  | 5  | 1  | 0  | 17 | 2  | 15   | Acceso a dieciseisavos de final |
| Estrella Roja  | 11   | 6  | 3  | 2  | 1  | 9  | 4  | 5    | Acceso a dieciseisavos de final |
| Slovan Liberec | 7    | 6  | 2  | 1  | 3  | 4  | 13 | -9   |                                 |
| Gent           | 0    | 6  | 0  | 0  | 6  | 4  | 15 | -11  |                                 |

|     | GEN   | EST   | HOF   | SLO   |
| --- | ----- | ----- | ----- | ----- |
| GEN |       | 0 – 2 | 1 – 4 | 1 – 2 |
| EST | 2 – 1 |       | 0 – 0 | 5 – 1 |
| HOF | 4 – 1 | 2 – 0 |       | 5 – 0 |
| SLO | 1 – 0 | 0 – 0 | 0 – 2 |       |

### Equipos clasificados
| Simbología                    |
| ----------------------------- |
| 1.er bombo (cabezas de serie) |
| 2.do bombo                    |

#### Primeros y segundos lugares de la fase de grupos de la Liga Europa de la UEFA
| Grupo | Primer lugar      | Segundo lugar    |
| ----- | ----------------- | ---------------- |
| A     | Roma              | Young Boys       |
| B     | Arsenal           | Molde            |
| C     | Bayer Leverkusen  | Slavia Praga     |
| D     | Rangers           | Benfica          |
| E     | PSV               | Granada          |
| F     | Napoli            | Real Sociedad    |
| G     | Leicester City    | Braga            |
| H     | Milan             | Lille            |
| I     | Villarreal        | Maccabi Tel Aviv |
| J     | Tottenham Hotspur | Antwerp          |
| K     | Dinamo Zagreb     | Wolfsberger      |
| L     | Hoffenheim        | Estrella Roja    |

#### Terceros lugares de la fase de grupos de la Liga de Campeones de la UEFA
| Equipo             | Pts | PJ | PG | PE | PP | GF | GC | Dif | Grupo |
| ------------------ | --- | -- | -- | -- | -- | -- | -- | --- | ----- |
| Manchester United  | 9   | 6  | 3  | 0  | 3  | 15 | 10 | 5   | H     |
| Brujas             | 8   | 6  | 2  | 2  | 2  | 8  | 10 | -2  | F     |
| Shakhtar Donetsk   | 8   | 6  | 2  | 2  | 2  | 5  | 12 | -7  | B     |
| Ajax               | 7   | 6  | 2  | 1  | 3  | 7  | 7  | 0   | D     |
| Krasnodar          | 5   | 6  | 1  | 2  | 3  | 6  | 11 | -5  | E     |
| Red Bull Salzburgo | 4   | 6  | 1  | 1  | 3  | 10 | 17 | -7  | A     |
| Dinamo Kiev        | 4   | 6  | 1  | 1  | 4  | 4  | 13 | -9  | G     |
| Olympiakos         | 3   | 6  | 1  | 0  | 5  | 2  | 10 | -8  | C     |

## Fase eliminatoria

### Cuadro de eliminatorias
|  | Dieciseisavos de final                                     | Dieciseisavos de final                                     | Dieciseisavos de final                                     | Dieciseisavos de final                                     |   |                   | Octavos de final                                       | Octavos de final                                       | Octavos de final                                       | Octavos de final                                       |  |               | Cuartos de final                                     | Cuartos de final                                     | Cuartos de final                                     | Cuartos de final                                     |  |                   | Semifinales                                          | Semifinales                                          | Semifinales                                          | Semifinales                                          |  |                 | Final  | Final |  |
|  | 18 de febrero de 2021 (ida) 25 de febrero de 2021 (vuelta) | 18 de febrero de 2021 (ida) 25 de febrero de 2021 (vuelta) | 18 de febrero de 2021 (ida) 25 de febrero de 2021 (vuelta) | 18 de febrero de 2021 (ida) 25 de febrero de 2021 (vuelta) |   |                   | 11 de marzo de 2021 (ida) 18 de marzo de 2021 (vuelta) | 11 de marzo de 2021 (ida) 18 de marzo de 2021 (vuelta) | 11 de marzo de 2021 (ida) 18 de marzo de 2021 (vuelta) | 11 de marzo de 2021 (ida) 18 de marzo de 2021 (vuelta) |  |               | 8 de abril de 2021 (ida) 15 de abril de 2021(vuelta) | 8 de abril de 2021 (ida) 15 de abril de 2021(vuelta) | 8 de abril de 2021 (ida) 15 de abril de 2021(vuelta) | 8 de abril de 2021 (ida) 15 de abril de 2021(vuelta) |  |                   | 29 de abril de 2021 (ida) 6 de mayo de 2021 (vuelta) | 29 de abril de 2021 (ida) 6 de mayo de 2021 (vuelta) | 29 de abril de 2021 (ida) 6 de mayo de 2021 (vuelta) | 29 de abril de 2021 (ida) 6 de mayo de 2021 (vuelta) |  |                 |        |       |  |
|  |                                                            |                                                            |                                                            |                                                            |   |                   |                                                        |                                                        |                                                        |                                                        |  |               |                                                      |                                                      |                                                      |                                                      |  |                   |                                                      |                                                      |                                                      |                                                      |  |                 |        |       |  |
|  |                                                            |                                                            |                                                            |                                                            |   |                   |                                                        |                                                        |                                                        |                                                        |  |               |                                                      |                                                      |                                                      |                                                      |  |                   |                                                      |                                                      |                                                      |                                                      |  |                 |        |       |  |
|  | Wolfsberger                                                | 1                                                          | 0                                                          | 1                                                          |   |                   |                                                        |                                                        |                                                        |                                                        |  |               |                                                      |                                                      |                                                      |                                                      |  |                   |                                                      |                                                      |                                                      |                                                      |  |                 |        |       |  |
|  | Wolfsberger                                                | 1                                                          | 0                                                          | 1                                                          |   |                   |                                                        |                                                        |                                                        |                                                        |  |               |                                                      |                                                      |                                                      |                                                      |  |                   |                                                      |                                                      |                                                      |                                                      |  |                 |        |       |  |
|  | Tottenham Hotspur                                          | 4                                                          | 4                                                          | 8                                                          |   |                   |                                                        |                                                        |                                                        |                                                        |  |               |                                                      |                                                      |                                                      |                                                      |  |                   |                                                      |                                                      |                                                      |                                                      |  |                 |        |       |  |
|  | Tottenham Hotspur                                          | 4                                                          | 4                                                          | 8                                                          |   | Tottenham Hotspur | 2                                                      | 0                                                      | 2                                                      |                                                        |  |               |                                                      |                                                      |                                                      |                                                      |  |                   |                                                      |                                                      |                                                      |                                                      |  |                 |        |       |  |
|  |                                                            |                                                            |                                                            |                                                            |   | Tottenham Hotspur | 2                                                      | 0                                                      | 2                                                      |                                                        |  |               |                                                      |                                                      |                                                      |                                                      |  |                   |                                                      |                                                      |                                                      |                                                      |  |                 |        |       |  |
|  |                                                            |                                                            | Dinamo Zagreb (t. s.)                                      | 0                                                          | 3 | 3                 |                                                        |                                                        |                                                        |                                                        |  |               |                                                      |                                                      |                                                      |                                                      |  |                   |                                                      |                                                      |                                                      |                                                      |  |                 |        |       |  |
|  | Krasnodar                                                  | 2                                                          | Dinamo Zagreb (t. s.)                                      | 0                                                          | 3 | 3                 | 0                                                      | 2                                                      |                                                        |                                                        |  |               |                                                      |                                                      |                                                      |                                                      |  |                   |                                                      |                                                      |                                                      |                                                      |  |                 |        |       |  |
|  | Krasnodar                                                  | 2                                                          |                                                            |                                                            |   |                   |                                                        |                                                        |                                                        |                                                        |  |               |                                                      |                                                      |                                                      |                                                      |  |                   |                                                      |                                                      |                                                      |                                                      |  |                 |        |       |  |
|  | Dinamo Zagreb                                              | 3                                                          | 1                                                          | 4                                                          |   |                   |                                                        |                                                        |                                                        |                                                        |  |               |                                                      |                                                      |                                                      |                                                      |  |                   |                                                      |                                                      |                                                      |                                                      |  |                 |        |       |  |
|  | Dinamo Zagreb                                              | 3                                                          | 1                                                          | 4                                                          |   |                   |                                                        |                                                        |                                                        |                                                        |  | Dinamo Zagreb | 0                                                    | 1                                                    | 1                                                    |                                                      |  |                   |                                                      |                                                      |                                                      |                                                      |  |                 |        |       |  |
|  |                                                            |                                                            |                                                            |                                                            |   |                   |                                                        |                                                        |                                                        |                                                        |  | Dinamo Zagreb | 0                                                    | 1                                                    | 1                                                    |                                                      |  |                   |                                                      |                                                      |                                                      |                                                      |  |                 |        |       |  |
|  |                                                            |                                                            | Villarreal                                                 | 1                                                          | 2 | 3                 |                                                        |                                                        |                                                        |                                                        |  |               |                                                      |                                                      |                                                      |                                                      |  |                   |                                                      |                                                      |                                                      |                                                      |  |                 |        |       |  |
|  | Dinamo Kiev                                                | 1                                                          | Villarreal                                                 | 1                                                          | 2 | 3                 | 1                                                      | 2                                                      |                                                        |                                                        |  |               |                                                      |                                                      |                                                      |                                                      |  |                   |                                                      |                                                      |                                                      |                                                      |  |                 |        |       |  |
|  | Dinamo Kiev                                                | 1                                                          |                                                            |                                                            |   |                   |                                                        |                                                        |                                                        |                                                        |  |               |                                                      |                                                      |                                                      |                                                      |  |                   |                                                      |                                                      |                                                      |                                                      |  |                 |        |       |  |
|  | Brujas                                                     | 1                                                          | 0                                                          | 1                                                          |   |                   |                                                        |                                                        |                                                        |                                                        |  |               |                                                      |                                                      |                                                      |                                                      |  |                   |                                                      |                                                      |                                                      |                                                      |  |                 |        |       |  |
|  | Brujas                                                     | 1                                                          | 0                                                          | 1                                                          |   | Dinamo Kiev       | 0                                                      | 0                                                      | 0                                                      |                                                        |  |               |                                                      |                                                      |                                                      |                                                      |  |                   |                                                      |                                                      |                                                      |                                                      |  |                 |        |       |  |
|  |                                                            |                                                            |                                                            |                                                            |   | Dinamo Kiev       | 0                                                      | 0                                                      | 0                                                      |                                                        |  |               |                                                      |                                                      |                                                      |                                                      |  |                   |                                                      |                                                      |                                                      |                                                      |  |                 |        |       |  |
|  |                                                            |                                                            | Villarreal                                                 | 2                                                          | 2 | 4                 |                                                        |                                                        |                                                        |                                                        |  |               |                                                      |                                                      |                                                      |                                                      |  |                   |                                                      |                                                      |                                                      |                                                      |  |                 |        |       |  |
|  | Red Bull Salzburgo                                         | 0                                                          | Villarreal                                                 | 2                                                          | 2 | 4                 | 1                                                      | 1                                                      |                                                        |                                                        |  |               |                                                      |                                                      |                                                      |                                                      |  |                   |                                                      |                                                      |                                                      |                                                      |  |                 |        |       |  |
|  | Red Bull Salzburgo                                         | 0                                                          |                                                            |                                                            |   |                   |                                                        |                                                        |                                                        |                                                        |  |               |                                                      |                                                      |                                                      |                                                      |  |                   |                                                      |                                                      |                                                      |                                                      |  |                 |        |       |  |
|  | Villarreal                                                 | 2                                                          | 2                                                          | 4                                                          |   |                   |                                                        |                                                        |                                                        |                                                        |  |               |                                                      |                                                      |                                                      |                                                      |  |                   |                                                      |                                                      |                                                      |                                                      |  |                 |        |       |  |
|  | Villarreal                                                 | 2                                                          | 2                                                          | 4                                                          |   |                   |                                                        |                                                        |                                                        |                                                        |  |               |                                                      |                                                      |                                                      |                                                      |  | Villarreal        | 2                                                    | 0                                                    | 2                                                    |                                                      |  |                 |        |       |  |
|  |                                                            |                                                            |                                                            |                                                            |   |                   |                                                        |                                                        |                                                        |                                                        |  |               |                                                      |                                                      |                                                      |                                                      |  | Villarreal        | 2                                                    | 0                                                    | 2                                                    |                                                      |  |                 |        |       |  |
|  |                                                            |                                                            | Arsenal                                                    | 1                                                          | 0 | 1                 |                                                        |                                                        |                                                        |                                                        |  |               |                                                      |                                                      |                                                      |                                                      |  |                   |                                                      |                                                      |                                                      |                                                      |  |                 |        |       |  |
|  | Olympiakos                                                 | 4                                                          | Arsenal                                                    | 1                                                          | 0 | 1                 | 1                                                      | 5                                                      |                                                        |                                                        |  |               |                                                      |                                                      |                                                      |                                                      |  |                   |                                                      |                                                      |                                                      |                                                      |  |                 |        |       |  |
|  | Olympiakos                                                 | 4                                                          |                                                            |                                                            |   |                   |                                                        |                                                        |                                                        |                                                        |  |               |                                                      |                                                      |                                                      |                                                      |  |                   |                                                      |                                                      |                                                      |                                                      |  |                 |        |       |  |
|  | PSV Eindhoven                                              | 2                                                          | 2                                                          | 4                                                          |   |                   |                                                        |                                                        |                                                        |                                                        |  |               |                                                      |                                                      |                                                      |                                                      |  |                   |                                                      |                                                      |                                                      |                                                      |  |                 |        |       |  |
|  | PSV Eindhoven                                              | 2                                                          | 2                                                          | 4                                                          |   | Olympiakos        | 1                                                      | 1                                                      | 2                                                      |                                                        |  |               |                                                      |                                                      |                                                      |                                                      |  |                   |                                                      |                                                      |                                                      |                                                      |  |                 |        |       |  |
|  |                                                            |                                                            |                                                            |                                                            |   | Olympiakos        | 1                                                      | 1                                                      | 2                                                      |                                                        |  |               |                                                      |                                                      |                                                      |                                                      |  |                   |                                                      |                                                      |                                                      |                                                      |  |                 |        |       |  |
|  |                                                            |                                                            | Arsenal                                                    | 3                                                          | 0 | 3                 |                                                        |                                                        |                                                        |                                                        |  |               |                                                      |                                                      |                                                      |                                                      |  |                   |                                                      |                                                      |                                                      |                                                      |  |                 |        |       |  |
|  | Benfica                                                    | 1                                                          | Arsenal                                                    | 3                                                          | 0 | 3                 | 2                                                      | 3                                                      |                                                        |                                                        |  |               |                                                      |                                                      |                                                      |                                                      |  |                   |                                                      |                                                      |                                                      |                                                      |  |                 |        |       |  |
|  | Benfica                                                    | 1                                                          |                                                            |                                                            |   |                   |                                                        |                                                        |                                                        |                                                        |  |               |                                                      |                                                      |                                                      |                                                      |  |                   |                                                      |                                                      |                                                      |                                                      |  |                 |        |       |  |
|  | Arsenal                                                    | 1                                                          | 3                                                          | 4                                                          |   |                   |                                                        |                                                        |                                                        |                                                        |  |               |                                                      |                                                      |                                                      |                                                      |  |                   |                                                      |                                                      |                                                      |                                                      |  |                 |        |       |  |
|  | Arsenal                                                    | 1                                                          | 3                                                          | 4                                                          |   |                   |                                                        |                                                        |                                                        |                                                        |  | Arsenal       | 1                                                    | 4                                                    | 5                                                    |                                                      |  |                   |                                                      |                                                      |                                                      |                                                      |  |                 |        |       |  |
|  |                                                            |                                                            |                                                            |                                                            |   |                   |                                                        |                                                        |                                                        |                                                        |  | Arsenal       | 1                                                    | 4                                                    | 5                                                    |                                                      |  |                   |                                                      |                                                      |                                                      |                                                      |  |                 |        |       |  |
|  |                                                            |                                                            | Slavia Praga                                               | 1                                                          | 0 | 1                 |                                                        |                                                        |                                                        |                                                        |  |               |                                                      |                                                      |                                                      |                                                      |  |                   |                                                      |                                                      |                                                      |                                                      |  |                 |        |       |  |
|  | Slavia Praga                                               | 0                                                          | Slavia Praga                                               | 1                                                          | 0 | 1                 | 2                                                      | 2                                                      |                                                        |                                                        |  |               |                                                      |                                                      |                                                      |                                                      |  |                   |                                                      |                                                      |                                                      |                                                      |  |                 |        |       |  |
|  | Slavia Praga                                               | 0                                                          |                                                            |                                                            |   |                   |                                                        |                                                        |                                                        |                                                        |  |               |                                                      |                                                      |                                                      |                                                      |  |                   |                                                      |                                                      |                                                      |                                                      |  |                 |        |       |  |
|  | Leicester City                                             | 0                                                          | 0                                                          | 0                                                          |   |                   |                                                        |                                                        |                                                        |                                                        |  |               |                                                      |                                                      |                                                      |                                                      |  |                   |                                                      |                                                      |                                                      |                                                      |  |                 |        |       |  |
|  | Leicester City                                             | 0                                                          | 0                                                          | 0                                                          |   | Slavia Praga      | 1                                                      | 2                                                      | 3                                                      |                                                        |  |               |                                                      |                                                      |                                                      |                                                      |  |                   |                                                      |                                                      |                                                      |                                                      |  |                 |        |       |  |
|  |                                                            |                                                            |                                                            |                                                            |   | Slavia Praga      | 1                                                      | 2                                                      | 3                                                      |                                                        |  |               |                                                      |                                                      |                                                      |                                                      |  |                   |                                                      |                                                      |                                                      |                                                      |  |                 |        |       |  |
|  |                                                            |                                                            | Rangers                                                    | 1                                                          | 0 | 1                 |                                                        |                                                        |                                                        |                                                        |  |               |                                                      |                                                      |                                                      |                                                      |  |                   |                                                      |                                                      |                                                      |                                                      |  |                 |        |       |  |
|  | Royal Antwerp                                              | 3                                                          | Rangers                                                    | 1                                                          | 0 | 1                 | 2                                                      | 5                                                      |                                                        |                                                        |  |               |                                                      |                                                      |                                                      |                                                      |  |                   |                                                      |                                                      |                                                      |                                                      |  |                 |        |       |  |
|  | Royal Antwerp                                              | 3                                                          |                                                            |                                                            |   |                   |                                                        |                                                        |                                                        |                                                        |  |               |                                                      |                                                      |                                                      |                                                      |  |                   |                                                      |                                                      |                                                      |                                                      |  |                 |        |       |  |
|  | Rangers                                                    | 4                                                          | 5                                                          | 9                                                          |   |                   |                                                        |                                                        |                                                        |                                                        |  |               |                                                      |                                                      |                                                      |                                                      |  |                   |                                                      |                                                      |                                                      |                                                      |  |                 |        |       |  |
|  | Rangers                                                    | 4                                                          | 5                                                          | 9                                                          |   |                   |                                                        |                                                        |                                                        |                                                        |  |               |                                                      |                                                      |                                                      |                                                      |  |                   |                                                      |                                                      |                                                      |                                                      |  | Villarreal (p.) | 1 (11) |       |  |
|  |                                                            |                                                            |                                                            |                                                            |   |                   |                                                        |                                                        |                                                        |                                                        |  |               |                                                      |                                                      |                                                      |                                                      |  |                   |                                                      |                                                      |                                                      |                                                      |  | Villarreal (p.) | 1 (11) |       |  |
|  |                                                            |                                                            | Manchester United                                          | 1 (10)                                                     |   |                   |                                                        |                                                        |                                                        |                                                        |  |               |                                                      |                                                      |                                                      |                                                      |  |                   |                                                      |                                                      |                                                      |                                                      |  |                 |        |       |  |
|  | Granada                                                    | 2                                                          | Manchester United                                          | 1 (10)                                                     | 1 | 3                 |                                                        |                                                        |                                                        |                                                        |  |               |                                                      |                                                      |                                                      |                                                      |  |                   |                                                      |                                                      |                                                      |                                                      |  |                 |        |       |  |
|  | Granada                                                    | 2                                                          |                                                            |                                                            |   |                   |                                                        |                                                        |                                                        |                                                        |  |               |                                                      |                                                      |                                                      |                                                      |  |                   |                                                      |                                                      |                                                      |                                                      |  |                 |        |       |  |
|  | Napoli                                                     | 0                                                          | 2                                                          | 2                                                          |   |                   |                                                        |                                                        |                                                        |                                                        |  |               |                                                      |                                                      |                                                      |                                                      |  |                   |                                                      |                                                      |                                                      |                                                      |  |                 |        |       |  |
|  | Napoli                                                     | 0                                                          | 2                                                          | 2                                                          |   | Granada           | 2                                                      | 1                                                      | 3                                                      |                                                        |  |               |                                                      |                                                      |                                                      |                                                      |  |                   |                                                      |                                                      |                                                      |                                                      |  |                 |        |       |  |
|  |                                                            |                                                            |                                                            |                                                            |   | Granada           | 2                                                      | 1                                                      | 3                                                      |                                                        |  |               |                                                      |                                                      |                                                      |                                                      |  |                   |                                                      |                                                      |                                                      |                                                      |  |                 |        |       |  |
|  |                                                            |                                                            | Molde                                                      | 0                                                          | 2 | 2                 |                                                        |                                                        |                                                        |                                                        |  |               |                                                      |                                                      |                                                      |                                                      |  |                   |                                                      |                                                      |                                                      |                                                      |  |                 |        |       |  |
|  | Molde                                                      | 3                                                          | Molde                                                      | 0                                                          | 2 | 2                 | 2                                                      | 5                                                      |                                                        |                                                        |  |               |                                                      |                                                      |                                                      |                                                      |  |                   |                                                      |                                                      |                                                      |                                                      |  |                 |        |       |  |
|  | Molde                                                      | 3                                                          |                                                            |                                                            |   |                   |                                                        |                                                        |                                                        |                                                        |  |               |                                                      |                                                      |                                                      |                                                      |  |                   |                                                      |                                                      |                                                      |                                                      |  |                 |        |       |  |
|  | Hoffenheim                                                 | 3                                                          | 0                                                          | 3                                                          |   |                   |                                                        |                                                        |                                                        |                                                        |  |               |                                                      |                                                      |                                                      |                                                      |  |                   |                                                      |                                                      |                                                      |                                                      |  |                 |        |       |  |
|  | Hoffenheim                                                 | 3                                                          | 0                                                          | 3                                                          |   |                   |                                                        |                                                        |                                                        |                                                        |  | Granada       | 0                                                    | 0                                                    | 0                                                    |                                                      |  |                   |                                                      |                                                      |                                                      |                                                      |  |                 |        |       |  |
|  |                                                            |                                                            |                                                            |                                                            |   |                   |                                                        |                                                        |                                                        |                                                        |  | Granada       | 0                                                    | 0                                                    | 0                                                    |                                                      |  |                   |                                                      |                                                      |                                                      |                                                      |  |                 |        |       |  |
|  |                                                            |                                                            | Manchester United                                          | 2                                                          | 2 | 4                 |                                                        |                                                        |                                                        |                                                        |  |               |                                                      |                                                      |                                                      |                                                      |  |                   |                                                      |                                                      |                                                      |                                                      |  |                 |        |       |  |
|  | Real Sociedad                                              | 0                                                          | Manchester United                                          | 2                                                          | 2 | 4                 | 0                                                      | 0                                                      |                                                        |                                                        |  |               |                                                      |                                                      |                                                      |                                                      |  |                   |                                                      |                                                      |                                                      |                                                      |  |                 |        |       |  |
|  | Real Sociedad                                              | 0                                                          |                                                            |                                                            |   |                   |                                                        |                                                        |                                                        |                                                        |  |               |                                                      |                                                      |                                                      |                                                      |  |                   |                                                      |                                                      |                                                      |                                                      |  |                 |        |       |  |
|  | Manchester United                                          | 4                                                          | 0                                                          | 4                                                          |   |                   |                                                        |                                                        |                                                        |                                                        |  |               |                                                      |                                                      |                                                      |                                                      |  |                   |                                                      |                                                      |                                                      |                                                      |  |                 |        |       |  |
|  | Manchester United                                          | 4                                                          | 0                                                          | 4                                                          |   | Manchester United | 1                                                      | 1                                                      | 2                                                      |                                                        |  |               |                                                      |                                                      |                                                      |                                                      |  |                   |                                                      |                                                      |                                                      |                                                      |  |                 |        |       |  |
|  |                                                            |                                                            |                                                            |                                                            |   | Manchester United | 1                                                      | 1                                                      | 2                                                      |                                                        |  |               |                                                      |                                                      |                                                      |                                                      |  |                   |                                                      |                                                      |                                                      |                                                      |  |                 |        |       |  |
|  |                                                            |                                                            | Milán                                                      | 1                                                          | 0 | 1                 |                                                        |                                                        |                                                        |                                                        |  |               |                                                      |                                                      |                                                      |                                                      |  |                   |                                                      |                                                      |                                                      |                                                      |  |                 |        |       |  |
|  | Estrella Roja                                              | 2                                                          | Milán                                                      | 1                                                          | 0 | 1                 | 1                                                      | 3                                                      |                                                        |                                                        |  |               |                                                      |                                                      |                                                      |                                                      |  |                   |                                                      |                                                      |                                                      |                                                      |  |                 |        |       |  |
|  | Estrella Roja                                              | 2                                                          |                                                            |                                                            |   |                   |                                                        |                                                        |                                                        |                                                        |  |               |                                                      |                                                      |                                                      |                                                      |  |                   |                                                      |                                                      |                                                      |                                                      |  |                 |        |       |  |
|  | Milan (v.)                                                 | 2                                                          | 1                                                          | 3                                                          |   |                   |                                                        |                                                        |                                                        |                                                        |  |               |                                                      |                                                      |                                                      |                                                      |  |                   |                                                      |                                                      |                                                      |                                                      |  |                 |        |       |  |
|  | Milan (v.)                                                 | 2                                                          | 1                                                          | 3                                                          |   |                   |                                                        |                                                        |                                                        |                                                        |  |               |                                                      |                                                      |                                                      |                                                      |  | Manchester United | 6                                                    | 2                                                    | 8                                                    |                                                      |  |                 |        |       |  |
|  |                                                            |                                                            |                                                            |                                                            |   |                   |                                                        |                                                        |                                                        |                                                        |  |               |                                                      |                                                      |                                                      |                                                      |  | Manchester United | 6                                                    | 2                                                    | 8                                                    |                                                      |  |                 |        |       |  |
|  |                                                            |                                                            | Roma                                                       | 2                                                          | 3 | 5                 |                                                        |                                                        |                                                        |                                                        |  |               |                                                      |                                                      |                                                      |                                                      |  |                   |                                                      |                                                      |                                                      |                                                      |  |                 |        |       |  |
|  | Lille                                                      | 1                                                          | Roma                                                       | 2                                                          | 3 | 5                 | 1                                                      | 2                                                      |                                                        |                                                        |  |               |                                                      |                                                      |                                                      |                                                      |  |                   |                                                      |                                                      |                                                      |                                                      |  |                 |        |       |  |
|  | Lille                                                      | 1                                                          |                                                            |                                                            |   |                   |                                                        |                                                        |                                                        |                                                        |  |               |                                                      |                                                      |                                                      |                                                      |  |                   |                                                      |                                                      |                                                      |                                                      |  |                 |        |       |  |
|  | Ajax                                                       | 2                                                          | 2                                                          | 4                                                          |   |                   |                                                        |                                                        |                                                        |                                                        |  |               |                                                      |                                                      |                                                      |                                                      |  |                   |                                                      |                                                      |                                                      |                                                      |  |                 |        |       |  |
|  | Ajax                                                       | 2                                                          | 2                                                          | 4                                                          |   | Ajax              | 3                                                      | 2                                                      | 5                                                      |                                                        |  |               |                                                      |                                                      |                                                      |                                                      |  |                   |                                                      |                                                      |                                                      |                                                      |  |                 |        |       |  |
|  |                                                            |                                                            |                                                            |                                                            |   | Ajax              | 3                                                      | 2                                                      | 5                                                      |                                                        |  |               |                                                      |                                                      |                                                      |                                                      |  |                   |                                                      |                                                      |                                                      |                                                      |  |                 |        |       |  |
|  |                                                            |                                                            | Young Boys                                                 | 0                                                          | 0 | 0                 |                                                        |                                                        |                                                        |                                                        |  |               |                                                      |                                                      |                                                      |                                                      |  |                   |                                                      |                                                      |                                                      |                                                      |  |                 |        |       |  |
|  | Young Boys                                                 | 4                                                          | Young Boys                                                 | 0                                                          | 0 | 0                 | 2                                                      | 6                                                      |                                                        |                                                        |  |               |                                                      |                                                      |                                                      |                                                      |  |                   |                                                      |                                                      |                                                      |                                                      |  |                 |        |       |  |
|  | Young Boys                                                 | 4                                                          |                                                            |                                                            |   |                   |                                                        |                                                        |                                                        |                                                        |  |               |                                                      |                                                      |                                                      |                                                      |  |                   |                                                      |                                                      |                                                      |                                                      |  |                 |        |       |  |
|  | Bayer Leverkusen                                           | 3                                                          | 0                                                          | 3                                                          |   |                   |                                                        |                                                        |                                                        |                                                        |  |               |                                                      |                                                      |                                                      |                                                      |  |                   |                                                      |                                                      |                                                      |                                                      |  |                 |        |       |  |
|  | Bayer Leverkusen                                           | 3                                                          | 0                                                          | 3                                                          |   |                   |                                                        |                                                        |                                                        |                                                        |  | Ajax          | 1                                                    | 1                                                    | 2                                                    |                                                      |  |                   |                                                      |                                                      |                                                      |                                                      |  |                 |        |       |  |
|  |                                                            |                                                            |                                                            |                                                            |   |                   |                                                        |                                                        |                                                        |                                                        |  | Ajax          | 1                                                    | 1                                                    | 2                                                    |                                                      |  |                   |                                                      |                                                      |                                                      |                                                      |  |                 |        |       |  |
|  |                                                            |                                                            | Roma                                                       | 2                                                          | 1 | 3                 |                                                        |                                                        |                                                        |                                                        |  |               |                                                      |                                                      |                                                      |                                                      |  |                   |                                                      |                                                      |                                                      |                                                      |  |                 |        |       |  |
|  | Sporting Braga                                             | 0                                                          | Roma                                                       | 2                                                          | 1 | 3                 | 1                                                      | 1                                                      |                                                        |                                                        |  |               |                                                      |                                                      |                                                      |                                                      |  |                   |                                                      |                                                      |                                                      |                                                      |  |                 |        |       |  |
|  | Sporting Braga                                             | 0                                                          |                                                            |                                                            |   |                   |                                                        |                                                        |                                                        |                                                        |  |               |                                                      |                                                      |                                                      |                                                      |  |                   |                                                      |                                                      |                                                      |                                                      |  |                 |        |       |  |
|  | Roma                                                       | 2                                                          | 3                                                          | 5                                                          |   |                   |                                                        |                                                        |                                                        |                                                        |  |               |                                                      |                                                      |                                                      |                                                      |  |                   |                                                      |                                                      |                                                      |                                                      |  |                 |        |       |  |
|  | Roma                                                       | 2                                                          | 3                                                          | 5                                                          |   | Roma              | 3                                                      | 2                                                      | 5                                                      |                                                        |  |               |                                                      |                                                      |                                                      |                                                      |  |                   |                                                      |                                                      |                                                      |                                                      |  |                 |        |       |  |
|  |                                                            |                                                            |                                                            |                                                            |   | Roma              | 3                                                      | 2                                                      | 5                                                      |                                                        |  |               |                                                      |                                                      |                                                      |                                                      |  |                   |                                                      |                                                      |                                                      |                                                      |  |                 |        |       |  |
|  |                                                            |                                                            | Shakhtar Donetsk                                           | 0                                                          | 1 | 1                 |                                                        |                                                        |                                                        |                                                        |  |               |                                                      |                                                      |                                                      |                                                      |  |                   |                                                      |                                                      |                                                      |                                                      |  |                 |        |       |  |
|  | Maccabi Tel Aviv                                           | 0                                                          | Shakhtar Donetsk                                           | 0                                                          | 1 | 1                 | 0                                                      | 0                                                      |                                                        |                                                        |  |               |                                                      |                                                      |                                                      |                                                      |  |                   |                                                      |                                                      |                                                      |                                                      |  |                 |        |       |  |
|  | Maccabi Tel Aviv                                           | 0                                                          |                                                            |                                                            |   |                   |                                                        |                                                        |                                                        |                                                        |  |               |                                                      |                                                      |                                                      |                                                      |  |                   |                                                      |                                                      |                                                      |                                                      |  |                 |        |       |  |
|  | Shakhtar Donetsk                                           | 2                                                          | 1                                                          | 3                                                          |   |                   |                                                        |                                                        |                                                        |                                                        |  |               |                                                      |                                                      |                                                      |                                                      |  |                   |                                                      |                                                      |                                                      |                                                      |  |                 |        |       |  |
|  | Shakhtar Donetsk                                           | 2                                                          | 1                                                          | 3                                                          |   |                   |                                                        |                                                        |                                                        |                                                        |  |               |                                                      |                                                      |                                                      |                                                      |  |                   |                                                      |                                                      |                                                      |                                                      |  |                 |        |       |  |
|  |                                                            |                                                            |                                                            |                                                            |   |                   |                                                        |                                                        |                                                        |                                                        |  |               |                                                      |                                                      |                                                      |                                                      |  |                   |                                                      |                                                      |                                                      |                                                      |  |                 |        |       |  |

### Dieciseisavos de final
| Equipo 1         | Agr.     | Equipo 2          | Ida | Vuelta |
| ---------------- | -------- | ----------------- | --- | ------ |
| Wolfsberger      | 1–8      | Tottenham Hotspur | 1–4 | 0–4    |
| Dinamo Kiev      | 2–1      | Brujas            | 1–1 | 1–0    |
| Real Sociedad    | 0–4      | Manchester United | 0–4 | 0–0    |
| Benfica          | 3–4      | Arsenal           | 1–1 | 2–3    |
| Estrella Roja    | 3–3 (v.) | Milan             | 2–2 | 1–1    |
| Antwerp          | 5–9      | Rangers           | 3–4 | 2–5    |
| Slavia Praga     | 2–0      | Leicester City    | 0–0 | 2–0    |
| Salzburgo        | 1–4      | Villarreal        | 0–2 | 1–2    |
| Braga            | 1–5      | Roma              | 0–2 | 1–3    |
| Krasnodar        | 2–4      | Dinamo Zagreb     | 2–3 | 0–1    |
| Young Boys       | 6–3      | Bayer Leverkusen  | 4–3 | 2–0    |
| Molde            | 5–3      | Hoffenheim        | 3–3 | 2–0    |
| Granada          | 3–2      | Napoli            | 2–0 | 1–2    |
| Maccabi Tel Aviv | 0–3      | Shakhtar Donetsk  | 0–2 | 0–1    |
| Lille            | 2–4      | Ajax              | 1–2 | 1–2    |
| Olympiakos       | 5–4      | PSV               | 4–2 | 1–2    |

### Octavos de final
| Equipo 1          | Agr.        | Equipo 2         | Ida | Vuelta |
| ----------------- | ----------- | ---------------- | --- | ------ |
| Ajax              | 5–0         | Young Boys       | 3–0 | 2–0    |
| Dinamo Kiev       | 0–4         | Villarreal       | 0–2 | 0–2    |
| Roma              | 5–1         | Shakhtar Donetsk | 3–0 | 2–1    |
| Olympiakos        | 2–3         | Arsenal          | 1–3 | 1–0    |
| Tottenham Hotspur | 2–3 (t. s.) | Dinamo Zagreb    | 2–0 | 0–3    |
| Manchester United | 2–1         | Milan            | 1–1 | 1–0    |
| Slavia Praga      | 3–1         | Rangers          | 1–1 | 2–0    |
| Granada           | 3–2         | Molde            | 2–0 | 1–2    |

### Cuartos de final
| Equipo 1      | Agr. | Equipo 2          | Ida | Vuelta |
| ------------- | ---- | ----------------- | --- | ------ |
| Granada       | 0–4  | Manchester United | 0–2 | 0–2    |
| Arsenal       | 5–1  | Slavia Praga      | 1–1 | 4–0    |
| Ajax          | 2–3  | Roma              | 1–2 | 1–1    |
| Dinamo Zagreb | 1–3  | Villarreal        | 0–1 | 1–2    |

### Semifinales
| Equipo 1          | Agr. | Equipo 2 | Ida | Vuelta |
| ----------------- | ---- | -------- | --- | ------ |
| Manchester United | 8–5  | Roma     | 6–2 | 2–3    |
| Villarreal        | 2–1  | Arsenal  | 2–1 | 0–0    |

### Final
| 13    | POR   | Gerónimo Rulli  |        |
| 8     | DEF   | Juan Foyth      | 88'    |
| 3     | DEF   | Raúl Albiol     |        |
| 4     | DEF   | Pau Torres      |        |
| 24    | DEF   | Alfonso Pedraza | 88'    |
| 5     | MED   | Dani Parejo     |        |
| 25    | MED   | Étienne Capoue  | 120+3' |
| 14    | MED   | Manu Trigueros  | 77'    |
| 7     | DEL   | Gerard Moreno   |        |
| 9     | DEL   | Carlos Bacca    | 60'    |
| 30    | DEL   | Yéremi Pino     | 77'    |
| D. T. | D. T. | Unai Emery      |        |

| 1     | POR   | David de Gea        |        |
| 29    | DEF   | Aaron Wan-Bissaka   | 120+3' |
| 2     | DEF   | Victor Lindelöf     |        |
| 3     | DEF   | Eric Bailly         | 116'   |
| 23    | DEF   | Luke Shaw           |        |
| 6     | MED   | Paul Pogba          | 116'   |
| 39    | MED   | Scott McTominay     | 120+3' |
| 11    | MED   | Mason Greenwood     | 100'   |
| 18    | MED   | Bruno Fernandes     |        |
| 10    | MED   | Marcus Rashford     |        |
| 7     | DEL   | Edinson Cavani      |        |
| D. T. | D. T. | Ole Gunnar Solskjær |        |

| 19 | MED | Francis Coquelin | 60'    |
| 23 | MED | Moi Gómez        | 77'    |
| 17 | DEL | Paco Alcácer     | 77'    |
| 2  | DEF | Mario Gaspar     | 88'    |
| 18 | DEF | Alberto Moreno   | 88'    |
| 12 | MED | Dani Raba        | 120+3' |

| 17 | MED | Fred          | 100'   |
| 38 | DEF | Axel Tuanzebe | 116'   |
| 21 | MED | Daniel James  | 116'   |
| 27 | DEF | Alex Telles   | 120+3' |
| 8  | MED | Juan Mata     | 120+3' |

| 29' | Gerard Moreno | 1:0 |

| 55' | Edinson Cavani | 1:1 |

| Acierto de penal · Acierto de penal · Acierto de penal · Acierto de penal · Acierto de penal · Acierto de penal · Acierto de penal · Acierto de penal · Acierto de penal · Acierto de penal · Acierto de penal | Gerard Moreno Dani Raba Paco Alcácer Alberto Moreno Dani Parejo Moi Gómez Raúl Albiol Francis Coquelin Mario Gaspar Pau Torres Gerónimo Rulli | 1:0 2:1 3:2 4:3 5:4 6:5 7:6 8:7 9:8 10:9 11:10 |

| Acierto de penal · Acierto de penal · Acierto de penal · Acierto de penal · Acierto de penal · Acierto de penal · Acierto de penal · Acierto de penal · Acierto de penal · Acierto de penal · Fallo de penal | Juan Mata Alex Telles Bruno Fernandes Marcus Rashford Edinson Cavani Fred Daniel James Luke Shaw Axel Tuanzebe Victor Lindelöf David de Gea | 1:1 2:2 3:3 4:4 5:5 6:6 7:7 8:8 9:9 10:10 11:10 |

| 54' · 85' | Étienne Capoue Juan Foyth |

| 82' · 113' | Eric Bailly Edinson Cavani |

| Principal  | Clément Turpin |
| Asistentes | Nicolas Danos  |
|            | Cyril Gringore |
| Cuarto     | Slavko Vinčić  |

| VAR            | François Letexier |
| Asistentes VAR | Jérôme Brisard    |
|                | Benjamin Pages    |
|                | Pol van Boekel    |

|                    |     |     |
| Tiros              | 12  | 14  |
| Tiros a puerta     | 1   | 2   |
| Faltas             | 10  | 15  |
| Saques de esquina  | 7   | 3   |
| Fueras de juego    | 0   | 4   |
| Posesión del balón | 39% | 61% |

| Alineación inicial |

| 13    | POR   | Gerónimo Rulli  |        |
| 8     | DEF   | Juan Foyth      | 88'    |
| 3     | DEF   | Raúl Albiol     |        |
| 4     | DEF   | Pau Torres      |        |
| 24    | DEF   | Alfonso Pedraza | 88'    |
| 5     | MED   | Dani Parejo     |        |
| 25    | MED   | Étienne Capoue  | 120+3' |
| 14    | MED   | Manu Trigueros  | 77'    |
| 7     | DEL   | Gerard Moreno   |        |
| 9     | DEL   | Carlos Bacca    | 60'    |
| 30    | DEL   | Yéremi Pino     | 77'    |
| D. T. | D. T. | Unai Emery      |        |

| 1     | POR   | David de Gea        |        |
| 29    | DEF   | Aaron Wan-Bissaka   | 120+3' |
| 2     | DEF   | Victor Lindelöf     |        |
| 3     | DEF   | Eric Bailly         | 116'   |
| 23    | DEF   | Luke Shaw           |        |
| 6     | MED   | Paul Pogba          | 116'   |
| 39    | MED   | Scott McTominay     | 120+3' |
| 11    | MED   | Mason Greenwood     | 100'   |
| 18    | MED   | Bruno Fernandes     |        |
| 10    | MED   | Marcus Rashford     |        |
| 7     | DEL   | Edinson Cavani      |        |
| D. T. | D. T. | Ole Gunnar Solskjær |        |

| 19 | MED | Francis Coquelin | 60'    |
| 23 | MED | Moi Gómez        | 77'    |
| 17 | DEL | Paco Alcácer     | 77'    |
| 2  | DEF | Mario Gaspar     | 88'    |
| 18 | DEF | Alberto Moreno   | 88'    |
| 12 | MED | Dani Raba        | 120+3' |

| 17 | MED | Fred          | 100'   |
| 38 | DEF | Axel Tuanzebe | 116'   |
| 21 | MED | Daniel James  | 116'   |
| 27 | DEF | Alex Telles   | 120+3' |
| 8  | MED | Juan Mata     | 120+3' |

| 29' | Gerard Moreno | 1:0 |

| 55' | Edinson Cavani | 1:1 |

| Acierto de penal · Acierto de penal · Acierto de penal · Acierto de penal · Acierto de penal · Acierto de penal · Acierto de penal · Acierto de penal · Acierto de penal · Acierto de penal · Acierto de penal | Gerard Moreno Dani Raba Paco Alcácer Alberto Moreno Dani Parejo Moi Gómez Raúl Albiol Francis Coquelin Mario Gaspar Pau Torres Gerónimo Rulli | 1:0 2:1 3:2 4:3 5:4 6:5 7:6 8:7 9:8 10:9 11:10 |

| Acierto de penal · Acierto de penal · Acierto de penal · Acierto de penal · Acierto de penal · Acierto de penal · Acierto de penal · Acierto de penal · Acierto de penal · Acierto de penal · Fallo de penal | Juan Mata Alex Telles Bruno Fernandes Marcus Rashford Edinson Cavani Fred Daniel James Luke Shaw Axel Tuanzebe Victor Lindelöf David de Gea | 1:1 2:2 3:3 4:4 5:5 6:6 7:7 8:8 9:9 10:10 11:10 |

| 54' · 85' | Étienne Capoue Juan Foyth |

| 82' · 113' | Eric Bailly Edinson Cavani |

| Principal  | Clément Turpin |
| Asistentes | Nicolas Danos  |
|            | Cyril Gringore |
| Cuarto     | Slavko Vinčić  |

| VAR            | François Letexier |
| Asistentes VAR | Jérôme Brisard    |
|                | Benjamin Pages    |
|                | Pol van Boekel    |

|                    |     |     |
| Tiros              | 12  | 14  |
| Tiros a puerta     | 1   | 2   |
| Faltas             | 10  | 15  |
| Saques de esquina  | 7   | 3   |
| Fueras de juego    | 0   | 4   |
| Posesión del balón | 39% | 61% |

| Alineación inicial |

| 13    | POR   | Gerónimo Rulli  |        |
| 8     | DEF   | Juan Foyth      | 88'    |
| 3     | DEF   | Raúl Albiol     |        |
| 4     | DEF   | Pau Torres      |        |
| 24    | DEF   | Alfonso Pedraza | 88'    |
| 5     | MED   | Dani Parejo     |        |
| 25    | MED   | Étienne Capoue  | 120+3' |
| 14    | MED   | Manu Trigueros  | 77'    |
| 7     | DEL   | Gerard Moreno   |        |
| 9     | DEL   | Carlos Bacca    | 60'    |
| 30    | DEL   | Yéremi Pino     | 77'    |
| D. T. | D. T. | Unai Emery      |        |

| 1     | POR   | David de Gea        |        |
| 29    | DEF   | Aaron Wan-Bissaka   | 120+3' |
| 2     | DEF   | Victor Lindelöf     |        |
| 3     | DEF   | Eric Bailly         | 116'   |
| 23    | DEF   | Luke Shaw           |        |
| 6     | MED   | Paul Pogba          | 116'   |
| 39    | MED   | Scott McTominay     | 120+3' |
| 11    | MED   | Mason Greenwood     | 100'   |
| 18    | MED   | Bruno Fernandes     |        |
| 10    | MED   | Marcus Rashford     |        |
| 7     | DEL   | Edinson Cavani      |        |
| D. T. | D. T. | Ole Gunnar Solskjær |        |

| 19 | MED | Francis Coquelin | 60'    |
| 23 | MED | Moi Gómez        | 77'    |
| 17 | DEL | Paco Alcácer     | 77'    |
| 2  | DEF | Mario Gaspar     | 88'    |
| 18 | DEF | Alberto Moreno   | 88'    |
| 12 | MED | Dani Raba        | 120+3' |

| 17 | MED | Fred          | 100'   |
| 38 | DEF | Axel Tuanzebe | 116'   |
| 21 | MED | Daniel James  | 116'   |
| 27 | DEF | Alex Telles   | 120+3' |
| 8  | MED | Juan Mata     | 120+3' |

| 29' | Gerard Moreno | 1:0 |

| 55' | Edinson Cavani | 1:1 |

| Acierto de penal · Acierto de penal · Acierto de penal · Acierto de penal · Acierto de penal · Acierto de penal · Acierto de penal · Acierto de penal · Acierto de penal · Acierto de penal · Acierto de penal | Gerard Moreno Dani Raba Paco Alcácer Alberto Moreno Dani Parejo Moi Gómez Raúl Albiol Francis Coquelin Mario Gaspar Pau Torres Gerónimo Rulli | 1:0 2:1 3:2 4:3 5:4 6:5 7:6 8:7 9:8 10:9 11:10 |

| Acierto de penal · Acierto de penal · Acierto de penal · Acierto de penal · Acierto de penal · Acierto de penal · Acierto de penal · Acierto de penal · Acierto de penal · Acierto de penal · Fallo de penal | Juan Mata Alex Telles Bruno Fernandes Marcus Rashford Edinson Cavani Fred Daniel James Luke Shaw Axel Tuanzebe Victor Lindelöf David de Gea | 1:1 2:2 3:3 4:4 5:5 6:6 7:7 8:8 9:9 10:10 11:10 |

| 54' · 85' | Étienne Capoue Juan Foyth |

| 82' · 113' | Eric Bailly Edinson Cavani |

| Principal  | Clément Turpin |
| Asistentes | Nicolas Danos  |
|            | Cyril Gringore |
| Cuarto     | Slavko Vinčić  |

| VAR            | François Letexier |
| Asistentes VAR | Jérôme Brisard    |
|                | Benjamin Pages    |
|                | Pol van Boekel    |

|                    |     |     |
| Tiros              | 12  | 14  |
| Tiros a puerta     | 1   | 2   |
| Faltas             | 10  | 15  |
| Saques de esquina  | 7   | 3   |
| Fueras de juego    | 0   | 4   |
| Posesión del balón | 39% | 61% |

| Alineación inicial |

| 13    | POR   | Gerónimo Rulli  |        |
| 8     | DEF   | Juan Foyth      | 88'    |
| 3     | DEF   | Raúl Albiol     |        |
| 4     | DEF   | Pau Torres      |        |
| 24    | DEF   | Alfonso Pedraza | 88'    |
| 5     | MED   | Dani Parejo     |        |
| 25    | MED   | Étienne Capoue  | 120+3' |
| 14    | MED   | Manu Trigueros  | 77'    |
| 7     | DEL   | Gerard Moreno   |        |
| 9     | DEL   | Carlos Bacca    | 60'    |
| 30    | DEL   | Yéremi Pino     | 77'    |
| D. T. | D. T. | Unai Emery      |        |

| 1     | POR   | David de Gea        |        |
| 29    | DEF   | Aaron Wan-Bissaka   | 120+3' |
| 2     | DEF   | Victor Lindelöf     |        |
| 3     | DEF   | Eric Bailly         | 116'   |
| 23    | DEF   | Luke Shaw           |        |
| 6     | MED   | Paul Pogba          | 116'   |
| 39    | MED   | Scott McTominay     | 120+3' |
| 11    | MED   | Mason Greenwood     | 100'   |
| 18    | MED   | Bruno Fernandes     |        |
| 10    | MED   | Marcus Rashford     |        |
| 7     | DEL   | Edinson Cavani      |        |
| D. T. | D. T. | Ole Gunnar Solskjær |        |

| 19 | MED | Francis Coquelin | 60'    |
| 23 | MED | Moi Gómez        | 77'    |
| 17 | DEL | Paco Alcácer     | 77'    |
| 2  | DEF | Mario Gaspar     | 88'    |
| 18 | DEF | Alberto Moreno   | 88'    |
| 12 | MED | Dani Raba        | 120+3' |

| 17 | MED | Fred          | 100'   |
| 38 | DEF | Axel Tuanzebe | 116'   |
| 21 | MED | Daniel James  | 116'   |
| 27 | DEF | Alex Telles   | 120+3' |
| 8  | MED | Juan Mata     | 120+3' |

| 29' | Gerard Moreno | 1:0 |

| 55' | Edinson Cavani | 1:1 |

| Acierto de penal · Acierto de penal · Acierto de penal · Acierto de penal · Acierto de penal · Acierto de penal · Acierto de penal · Acierto de penal · Acierto de penal · Acierto de penal · Acierto de penal | Gerard Moreno Dani Raba Paco Alcácer Alberto Moreno Dani Parejo Moi Gómez Raúl Albiol Francis Coquelin Mario Gaspar Pau Torres Gerónimo Rulli | 1:0 2:1 3:2 4:3 5:4 6:5 7:6 8:7 9:8 10:9 11:10 |

| Acierto de penal · Acierto de penal · Acierto de penal · Acierto de penal · Acierto de penal · Acierto de penal · Acierto de penal · Acierto de penal · Acierto de penal · Acierto de penal · Fallo de penal | Juan Mata Alex Telles Bruno Fernandes Marcus Rashford Edinson Cavani Fred Daniel James Luke Shaw Axel Tuanzebe Victor Lindelöf David de Gea | 1:1 2:2 3:3 4:4 5:5 6:6 7:7 8:8 9:9 10:10 11:10 |

| 54' · 85' | Étienne Capoue Juan Foyth |

| 82' · 113' | Eric Bailly Edinson Cavani |

| Principal  | Clément Turpin |
| Asistentes | Nicolas Danos  |
|            | Cyril Gringore |
| Cuarto     | Slavko Vinčić  |

| VAR            | François Letexier |
| Asistentes VAR | Jérôme Brisard    |
|                | Benjamin Pages    |
|                | Pol van Boekel    |

|                    |     |     |
| Tiros              | 12  | 14  |
| Tiros a puerta     | 1   | 2   |
| Faltas             | 10  | 15  |
| Saques de esquina  | 7   | 3   |
| Fueras de juego    | 0   | 4   |
| Posesión del balón | 39% | 61% |

| Alineación inicial |

|                                |
| Bandera de España              |
| Campeón Villarreal 1.er título |

## Estadísticas

### Tabla de goleadores
Nota: No contabilizados los partidos y goles en rondas previas.
| \| Pos. \| Jugador \| Goles \| Part. (Min.) \| Prom. \| \| Club \| \| ---- \| --------------- \| ----- \| ------------ \| ----- \| \| ----------------------- \| \| 1 \| Pizzi Fernandes \| 7 \| 8 (385') \| 0.88 \| \| S. L. Benfica \| \| = \| Yusuf Yazıcı \| 7 \| 8 (625') \| 0.88 \| \| Lille O. S. C. \| \| = \| Borja Mayoral \| 7 \| 12 (659') \| 0.63 \| \| A. S. Roma \| \| = \| Gerard Moreno \| 7 \| 9 (476') \| 1.25 \| \| Villarrreal C. F. \| \| 5 \| Carlos Vinícius \| 6 \| 7 (499') \| 0.86 \| \| Tottenham Hotspur F. C. \| \| = \| Mislav Oršić \| 6 \| 12 (976') \| 0.63 \| \| G. N. K. Dinamo Zagreb \| \| = \| Munas Dabbur \| 6 \| 7 (468') \| 0.86 \| \| TSG 1899 Hoffenheim \| \| = \| Paco Alcácer \| 6 \| 7 (476') \| 1.25 \| \| Villarrreal C. F. \| \| 9 \| Lukáš Juliš \| 5 \| 6 (390') \| 0.83 \| \| Sparta Praga \| Actualizado al último partido disputado el 26 de mayo de 2021 (de acuerdo a la página oficial de la competición). |                 |       |              |       |  |                         |
| Pos. | Jugador         | Goles | Part. (Min.) | Prom. |  | Club                    |
| 1 | Pizzi Fernandes | 7     | 8 (385')     | 0.88  |  | S. L. Benfica           |
| = | Yusuf Yazıcı    | 7     | 8 (625')     | 0.88  |  | Lille O. S. C.          |
| = | Borja Mayoral   | 7     | 12 (659')    | 0.63  |  | A. S. Roma              |
| = | Gerard Moreno   | 7     | 9 (476')     | 1.25  |  | Villarrreal C. F.       |
| 5 | Carlos Vinícius | 6     | 7 (499')     | 0.86  |  | Tottenham Hotspur F. C. |
| = | Mislav Oršić    | 6     | 12 (976')    | 0.63  |  | G. N. K. Dinamo Zagreb  |
| = | Munas Dabbur    | 6     | 7 (468')     | 0.86  |  | TSG 1899 Hoffenheim     |
| = | Paco Alcácer    | 6     | 7 (476')     | 1.25  |  | Villarrreal C. F.       |
| 9 | Lukáš Juliš     | 5     | 6 (390')     | 0.83  |  | Sparta Praga            |

### Tabla de asistencias
En cursiva jugadores eliminados en la edición 2020-21.
| \| Pos. \| Jugador \| Goles \| Part. (Min.) \| Prom. \| \| Club \| \| ---- \| ----------------- \| ----- \| ------------ \| ----- \| \| ----------------- \| \| 1 \| Galeno \| 5 \| 5 (425') \| 1 \| \| Sporting Braga \| \| 2 \| Joe Willock \| 4 \| 5 (344') \| 0.83 \| \| Arsenal \| \| 3 \| James Maddison \| 3 \| 5 (269') \| 0.60 \| \| Leicester City \| \| 4 \| Carlos Vinícius \| 3 \| 5 (324') \| 0.60 \| \| Tottenham Hotspur \| \| 5 \| Moussa Diaby \| 3 \| 5 (360') \| 0.60 \| \| Bayer Leverkusen \| \| 6 \| Bořek Dočkal \| 3 \| 5 (361') \| 0.60 \| \| Sparta Praga \| \| 7 \| Thorsten Schick \| 3 \| 6 (371') \| 0.50 \| \| Rapid Viena \| \| 8 \| Rafa Silva \| 3 \| 6 (372') \| 0.50 \| \| Benfica \| \| 9 \| Takefusa Kubo \| 3 \| 6 (375') \| 0.50 \| \| Villarreal \| \| 10 \| Kelechi Iheanacho \| 3 \| 6 (389') \| 0.50 \| \| Leicester City \| Actualizado a 10 de diciembre de 2020. |                   |       |              |       |  |                   |
| Pos. | Jugador           | Goles | Part. (Min.) | Prom. |  | Club              |
| 1 | Galeno            | 5     | 5 (425')     | 1     |  | Sporting Braga    |
| 2 | Joe Willock       | 4     | 5 (344')     | 0.83  |  | Arsenal           |
| 3 | James Maddison    | 3     | 5 (269')     | 0.60  |  | Leicester City    |
| 4 | Carlos Vinícius   | 3     | 5 (324')     | 0.60  |  | Tottenham Hotspur |
| 5 | Moussa Diaby      | 3     | 5 (360')     | 0.60  |  | Bayer Leverkusen  |
| 6 | Bořek Dočkal      | 3     | 5 (361')     | 0.60  |  | Sparta Praga      |
| 7 | Thorsten Schick   | 3     | 6 (371')     | 0.50  |  | Rapid Viena       |
| 8 | Rafa Silva        | 3     | 6 (372')     | 0.50  |  | Benfica           |
| 9 | Takefusa Kubo     | 3     | 6 (375')     | 0.50  |  | Villarreal        |
| 10 | Kelechi Iheanacho | 3     | 6 (389')     | 0.50  |  | Leicester City    |

### Jugadores con tres o más goles en un partido
| Pos. | Jugador        | Goles | Fecha                  | Local         |                             | Resultado |                            | Visitante    | Reporte          |
| ---- | -------------- | ----- | ---------------------- | ------------- | --------------------------- | --------- | -------------------------- | ------------ | ---------------- |
| 1    | Darwin Núñez   | 3     | 22 de octubre de 2020  | Lech Poznań   | Bandera de Polonia          | 2 - 4     | Bandera de Portugal        | Benfica      | Jornada 1        |
| 2    | Yusuf Yazıcı   | 3     | 22 de octubre de 2020  | Sparta Praga  | Bandera de República Checa  | 1 - 4     | Bandera de Francia         | Lille OSC    | Jornada 1        |
| 3    | Elvis Manu     | 3     | 29 de octubre de 2020  | LASK          | Bandera de Austria          | 4 - 3     | Bandera de Bulgaria        | Ludogorets   | Jornada 2        |
| 4    | Michael Liendl | 3     | 29 de octubre de 2020  | Feyenoord     | Bandera de los Países Bajos | 1 - 4     | Bandera de Austria         | Wolfsberger  | Jornada 2        |
| 5    | Yusuf Yazıcı   | 3     | 5 de noviembre de 2020 | Milán         | Bandera de Italia           | 0 - 3     | Bandera de Francia         | Lille OSC    | Jornada 3        |
| 6    | Lukáš Juliš    | 3     | 5 de noviembre de 2020 | Celtic        | Bandera de Escocia          | 1 - 4     | Bandera de República Checa | Sparta Praga | Jornada 3        |
| 7    | Mislav Oršić   | 3     | 18 de marzo de 2021    | Dinamo Zagreb | Bandera de Croacia          | 3 - 0     | Bandera de Inglaterra      | Tottenham    | Octavos de final |